# Eurovision Song Contest 2025
L'Eurovision Song Contest 2025 è stata la 69ª edizione dell'annuale concorso canoro, vinta dal cantante austriaco JJ con la canzone Wasted Love. Il concorso si è svolto presso la St. Jakobshalle a Basilea, in Svizzera, dal 13 al 17 maggio 2025, in seguito alla vittoria di Nemo con la canzone The Code nell'edizione precedente; è stata la terza edizione della manifestazione a svolgersi in Svizzera, dopo quelle del 1956 e 1989.
Il concorso si è articolato, come dal 2008, in due semifinali e una finale. Questo è stato anche l'ultimo evento ad aver visto Martin Österdahl nel ruolo di supervisore esecutivo.

## Organizzazione

### Produzione
In seguito ad alcune controversie avvenute durante l'edizione 2024, relative all'organizzazione generale dell'evento, l'Unione europea di radiodiffusione (UER) ha annunciato la creazione di due nuovi posizioni che si affiancheranno a quella del superiore esecutivo: il direttore esecutivo del concorso, ricoperta dal britannico Martin Green, ed il responsabile del marchio e commerciale dell'evento, affidata invece all'olandese Jurian van der Meer.
Il 4 giugno 2024 sono stati annunciati i due produttori esecutivi dell'evento: Reto Peritz (responsabile del dipartimento dell'intrattenimento della SRF) e Moritz Stadler (responsabile del dipartimento delle operazioni della RTS), mentre la regia è stata affidata a Yves Schifferle (capodelegazione della Svizzera all'Eurovision Song Contest). Rimangono invariate le posizioni di Christer Björkman (capodelegazione svedese dal 2002 al 2021, nonché produttore dell'edizione 2013 e 2016) come direttore artistico e Tobias Åberg (produttore tecnico della manifestazione dal 2016) come produttore tecnico. Ad essi si aggiungono anche Nadja Burkhardt-Tracol come responsabile dell'evento, Manfred Winz come responsabile delle finanze, Aurore Chatard come responsabile della sicurezza e Kevin Stuber come responsabile legale.
Il 16 dicembre 2024 è stata presentata la scenografia, curata dal tedesco Florian Wieder (già ideatore di altre sette scenografie della manifestazione). Il palcoscenico, ispirato alle montagne e alla diversità linguistica della Confederazione, è evidenziato da una passerella centrale che si estende nell'area del pubblico ed è circondato da un grande arco a LED.
Il 20 gennaio 2025, sono state annunciate le conduttrici dell'evento: l'attrice e presentatrice svizzero-statunitense Hazel Brugger e la cantante svizzera Sandra Studer (rappresentante del proprio Paese nell'edizione 1991 della manifestazione) presenteranno tutte le serate dell'evento, mentre la conduttrice televisiva svizzera con cittadinanza italiana Michelle Hunziker si è unita come co-presentatrice per la finale. Nel medesimo annuncio sono stati confermati Mélanie Freymond e Sven Epiney, quest'ultimo storico commentatore per la Svizzera tedesca, come presentatori del programma ArenaPlus (una proiezione pubblica della serata finale) che si è svolto all'interno dello stadio St. Jakob-Park, nonché a coprire il ruolo di portavoci per i voti della giuria svizzera.

### Logo e slogan
Come accade dall'edizione 2023, lo slogan dell'edizione è United by Music. Il 16 dicembre 2024 è stato presentato il logo dell'evento, denominato Unity Shapes Love, disegnato dal direttore artistico dell'edizione Artur Deyneuve, raffigura il principale logo della manifestazione (un cuore) arrangiato per emulare un effetto retinato, che simboleggia "milioni di persone unite dall'Eurovision Song Contest, per ascoltare e festeggiare insieme".

### Scelta della sede
All'indomani della vittoria svizzera all'edizione 2024, ospitata dalla città svedese di Malmö, la delegazione svizzera ha espresso l'interesse dell'emittente pubblica SRG SSR a organizzare la manifestazione musicale. A stretto giro ha seguito l'interesse a ospitare l'evento di diverse città tra cui Basilea (St. Jakob-Park e St. Jakobshalle), Bienne-Berna (Festhalle Bern), Friburgo (BCF Arena), Ginevra (Palexpo), San Gallo (Olma Hall) e Zurigo (Hallenstadion).
Il 27 maggio 2024 la SRG SSR ha annunciato e presentato il bando per ospitare la manifestazione, tramite il quale tutte le città interessate avrebbero potuto presentare ufficialmente la propria candidatura entro la fine di giugno. Le prime città a confermare le proprie candidature per ospitare l'evento sono state Basilea e Zurigo, seguite da Bienne-Berna e Ginevra, mentre San Gallo ha ritirato la sua candidatura poiché non rispetta i criteri per ospitare l'evento.
Il 19 luglio 2024 la SRG SSR ha comunicato che la scelta è stata ristretta alle città di Ginevra e Basilea, che rispettano tutte le necessità del concorso, scartando di conseguenza Zurigo e Berna. Il successivo 30 agosto, sul canale YouTube ufficiale della manifestazione canora, è stato confermato che la sede dell'Eurovision Song Contest 2025 sarebbe stata la St. Jakobshalle di Basilea.

#### Articolazione della selezione
Il processo di selezione della scelta si è articolato nel seguente modo:
- le città interessate hanno preso visione dei criteri fondamentali per ospitare la manifestazione;
- alle stesse città sono state poi concesse quattro settimane per preparare i propri piani e progetti per ospitare l'evento;
- nel mese di giugno l'emittente organizzatrice ha valutato le candidature in base ai criteri fondamentali;
- entro la metà di luglio l'emittente organizzatrice ha visitato le città selezionate e i progetti preparati sono stati inviati all'Unione europea di radiodiffusione che ha decretato, di concerto con le emittenti organizzatrici ed entro il mese di agosto, la città ospitante.

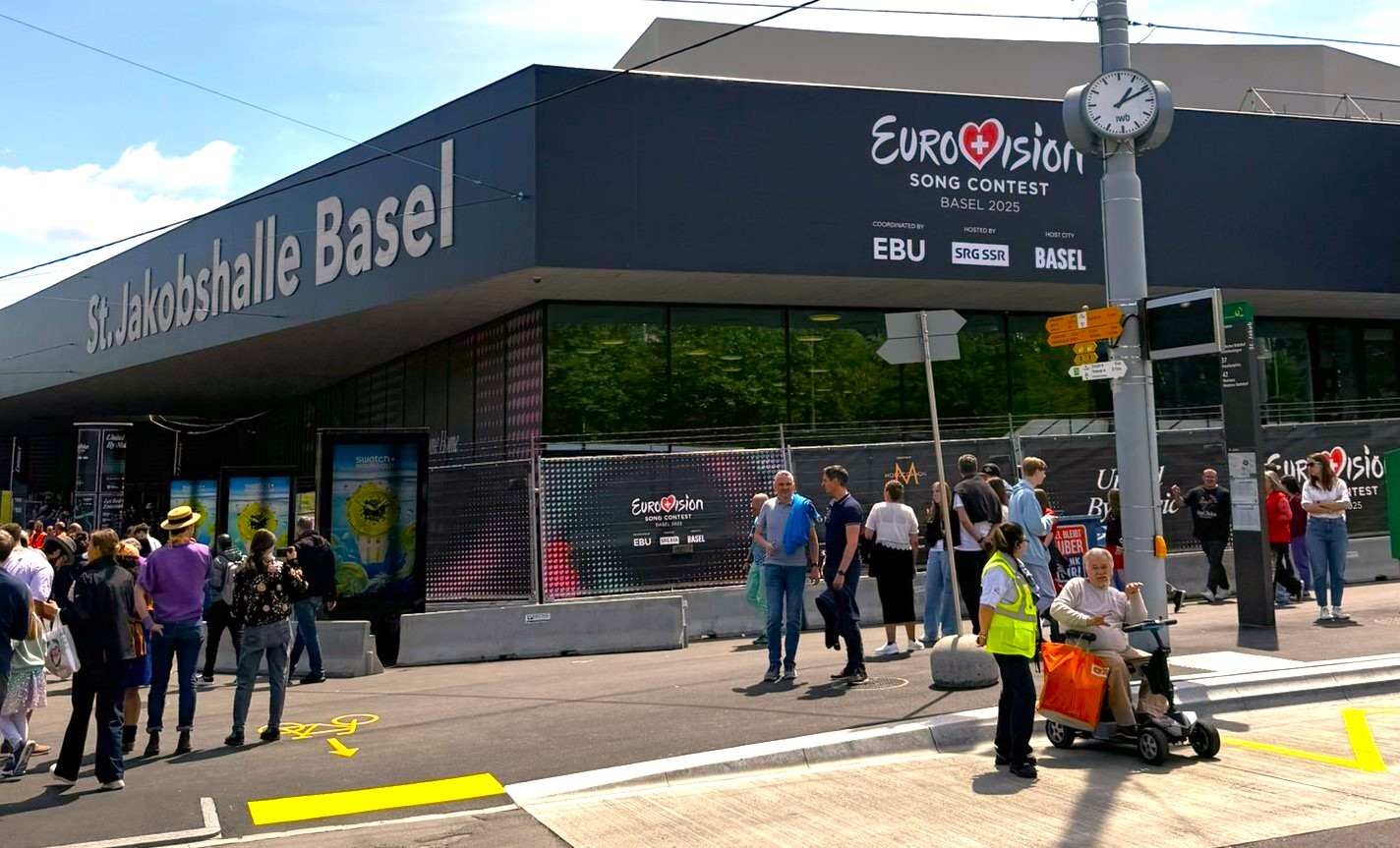
La St. Jakobshalle, sede della 69ª edizione dell'Eurovision Song Contest

#### Criteri fondamentali
- la sede deve essere al coperto, dotata di aria condizionata secondo gli standard vigenti, e inoltre ben perimetrabile;
- la sede deve avere una capacità al 70% della capienza massima compresa tra gli 8 000 e i 10 000 spettatori;
- la sede deve essere dotata di un'area principale che consenta la realizzazione di un allestimento di alto livello con altezze disponibili di almeno 18 metri, buone capacità di carico sul tetto e facile accesso al carico;
- la sede deve essere disponibile per sei settimane prima dell'evento, le due settimane dello show e quella successiva per il disallestimento;
- la sede deve avere a disposizione una vicina sala stampa che possa accogliere almeno 1 000 giornalisti;
- la sede deve avere aree a raso e di facile accesso, contigue e integrate nel perimetro dell'infrastruttura per il supporto tecnico-logistico di 5 000 metri quadrati;
- la città deve avere a disposizione oltre 2 000 camere d'albergo nelle aree contigue all'evento;
- la città deve avere un aeroporto internazionale non più lontano di un'ora e mezza dalla sede dell'evento.

| Città   | Sede             | Capacità | Note |
| ------- | ---------------- | -------- | --- |
| Basilea | St. Jakob-Park   | 40 000   | Ha ospitato la finale della UEFA Europa League 2015-2016, ospiterà inoltre alcune partite del campionato europeo femminile di calcio 2025; la proposta era subordinata alla realizzazione di un tetto a copertura dell'area |
| Basilea | St. Jakobshalle  | 12 400   | Ospita annualmente lo Swiss Indoors |
| Berna   | Festhalle Bern   | —        | La proposta era subordinata alla costruzione di un'arena apposita per ospitare il concorso all'interno del Bernexpo; candidatura congiunta con la città di Bienne                                                           |
| Ginevra | Palexpo          | —        | Ha ospitato la Coppa Davis 2014 e le semifinali della Laver Cup 2019, oltre ad ospitare annualmente il Salone dell'automobile di Ginevra                                                                                    |
| Zurigo  | Hallenstadion    | 11 200   | Ha ospitato il campionato mondiale di hockey su ghiaccio maschile 1998, il campionato europeo maschile di pallamano 2006 e gli Open di Zurigo, oltre ad ospitare annualmente il campionato svizzero di hockey su ghiaccio   |
| Zurigo  | Swiss Life Arena | 12 000   | Ospiterà il campionato mondiale di hockey su ghiaccio maschile 2026, nonché alcune partite del campionato europeo maschile di pallamano 2028                                                                                |

### Cartoline
Le cartoline sono dei video introduttivi di circa 40 secondi mostrate in tv, mentre sul palco vengono preparate le varie scenografie dei paesi in gara. Le prime registrazioni, organizzate dalla SRG SSR, sono partite a gennaio 2025 a Riburg, nel Canton Argovia, per poi proseguire in diverse città e siti in tutta la Svizzera. I seguenti luoghi sono stati confermati tra le cartoline:
- Albania – Basilea (Canton Basilea Città)
- Armenia – Betlis (Canton San Gallo)
- Australia – Berna (Canton Berna)
- Austria – Emmental (Canton Berna)
- Azerbaigian – Zurigo (Canton Zurigo)
- Belgio – Jungfraujoch (Canton Berna e Canton Vallese)
- Cipro – Basilea (Canton Basilea Città)
- Croazia – Zermatt (Canton Vallese)
- Danimarca – Gruyères (Canton Friburgo)
- Estonia – Basilea (Canton Basilea Città)
- Finlandia – Appenzello (Canton Appenzello Interno)
- Francia – Ascona (Canton Ticino)
- Germania – Basilea (Canton Basilea Città)
- Georgia – Ginevra (Canton Ginevra)
- Grecia – Peccia (Canton Ticino)
- Irlanda – CERN, Ginevra (Canton Ginevra)
- Islanda – Rapperswil (Canton San Gallo)
- Israele – Morcote (Canton Ticino)
- Italia – Basilea (Canton Basilea Città)
- Lettonia – Zurigo (Canton Zurigo)
- Lituania – Basilea (Canton Basilea Città)
- Lussemburgo – Rugisbalm (Canton Nidvaldo)
- Malta – Le Noirmont (Canton Giura)
- Montenegro – Zurigo (Canton Zurigo)
- Norvegia – Filisur (Canton Grigioni)
- Paesi Bassi – Egnach (Canton Turgovia)
- Polonia – Laax (Canton Grigioni)
- Portogallo – Lavaux (Canton Vaud)
- Regno Unito – Zermatt (Canton Vallese)
- Repubblica Ceca – Riburg (Canton Argovia)
- San Marino – Bruzella (Canton Ticino)
- Serbia – Obervaz (Canton Grigioni)
- Slovenia – Alp Raguta (Canton Grigioni)
- Spagna – Lucerna (Canton Lucerna)
- Svezia – Magglingen (Canton Berna)
- Svizzera – Basilea (Canton Basilea Città)
- Ucraina – Basilea (Canton Basilea Città)

## Stati partecipanti
Stati partecipanti che si sono qualificati alla finale
     Stati partecipanti che non si sono qualificati in finale
     Stati che hanno partecipato in passato ma non nel 2025

Stati partecipanti che si sono qualificati alla finale
Stati partecipanti che non si sono qualificati in finale
Stati che hanno partecipato in passato ma non nel 2025

Il 12 dicembre 2024 è stata ufficializzata la lista definitiva degli Stati partecipanti a quest'edizione, che ne prevedeva 38; tuttavia, il 22 gennaio 2025, la Moldavia ha annunciato il ritiro dalla competizione, portando così il numero a 37.
| Stato                    | Artista             | Brano                         | Lingua              | Processo di selezione                                                                                             | Note |
| ------------------------ | ------------------- | ----------------------------- | ------------------- | --- | --- |
| Albania                  | Shkodra Elektronike | Zjerm                         | Albanese ghego      | Festivali i Këngës 63, 22 dicembre 2024                                                                           | Il brano contiene alcune parole in latino. |
| Armenia                  | Parg                | Survivor                      | Inglese, armeno     | Depi Evratesil 2025, 16 febbraio 2025                                                                             | Il brano in gara è una versione bilingue e modificata rispetto a quello che ha vinto la selezione nazionale. |
| Australia                | Go-Jo               | Milkshake Man                 | Inglese             | Interno; cantante e brano annunciati il 25 febbraio 2025                                                          | In caso di vittoria dell'Australia la SBS produrrà l'evento in Europa assieme a un altro membro dell'UER. Il brano contiene alcune parole in francese. |
| Austria                  | JJ                  | Wasted Love                   | Inglese             | Interno; cantante e brano annunciati il 30 gennaio 2025, brano presentato il 6 marzo 2025                         | |
| Azerbaigian              | Mamagama            | Run with U                    | Inglese             | Interno; gruppo annunciato il 4 febbraio 2025, brano presentato il 19 febbraio 2025                               | |
| Belgio                   | Red Sebastian       | Strobe Lights                 | Inglese             | Eurosong 2025, 1º febbraio 2025                                                                                   | |
| Cipro                    | Theo Evan           | Shh                           | Inglese             | Interno; cantante annunciato il 2 settembre 2024, brano presentato l'11 marzo 2025                                | |
| Croazia                  | Marko Bošnjak       | Poison Cake                   | Inglese             | Dora 2025, 2 marzo 2025                                                                                           | |
| Danimarca                | Sissal              | Hallucination                 | Inglese             | Dansk Melodi Grand Prix 2025, 1° marzo 2025                                                                       | |
| Estonia                  | Tommy Cash          | Espresso macchiato            | Broccolino          | Eesti Laul 2025, 15 febbraio 2025                                                                                 | |
| Finlandia                | Erika Vikman        | Ich komme                     | Finlandese          | UMK 2025, 8 febbraio 2025                                                                                         | Il brano contiene alcune parole in tedesco. |
| Francia                  | Louane              | Maman                         | Francese            | Interno; cantante annunciata il 30 gennaio 2025, brano presentato il 15 marzo 2025                                | |
| Georgia                  | Mariam Shengelia    | Freedom                       | Georgiano, inglese  | Interno, cantante e brano annunciati il 14 marzo 2025                                                             | |
| Germania                 | Abor & Tynna        | Baller                        | Tedesco             | Chefsache ESC 2025 - Wer singt für Deutschland?, 1º marzo 2025                                                    | Il brano contiene alcune parole in inglese. |
| Grecia                   | Klavdia             | Asteromata                    | Greco               | Ethnikos Telikos 2025, 30 gennaio 2025                                                                            | |
| Irlanda                  | Emmy                | Laika Party                   | Inglese             | Eurosong 2025, 7 febbraio 2025                                                                                    | |
| Islanda                  | Væb                 | Róa                           | Islandese           | Söngvakeppnin 2025, 22 febbraio 2025                                                                              | |
| Israele                  | Yuval Raphael       | New Day Will Rise             | Inglese, francese   | HaKokhav HaBa 11 per l'artista il 22 gennaio 2025, brano presentato il 9 marzo 2025                               | Il brano contiene alcune parole in ebraico. |
| Italia                   | Lucio Corsi         | Volevo essere un duro         | Italiano            | Festival di Sanremo 2025; cantante e brano annunciati il 22 febbraio 2025                                         | Il vincitore del festival, Olly, ha declinato l'offerta di rappresentare l'Italia, pertanto la Rai ha selezionato il secondo classificato. |
| Lettonia                 | Tautumeitas         | Bur man laimi                 | Lettone             | Supernova 2025, 8 febbraio 2025                                                                                   | |
| Lituania                 | Katarsis            | Tavo akys                     | Lituano             | Eurovizija.LT 2025, 15 febbraio 2025                                                                              | |
| Lussemburgo              | Laura Thorn         | La poupée monte le son        | Francese            | Luxembourg Song Contest 2025, 25 gennaio 2025                                                                     | Il brano in gara è una versione modificata rispetto a quello che ha vinto la selezione nazionale. |
| Malta                    | Miriana Conte       | Serving                       | Inglese             | Malta Eurovision Song Contest 2025, 8 febbraio 2025                                                               | Il testo del brano è stato modificato per rimuovere una parola potenzialmente volgare. |
| Montenegro               | Nina Žižić          | Dobrodošli                    | Montenegrino        | Montesong 2024; cantante e brano annunciati l'8 dicembre 2024                                                     | I vincitori della selezione, i Neonoen, hanno ufficialmente ritirato la loro candidatura il 4 dicembre 2024, pertanto la RTCG ha selezionato la seconda classificata. Il brano in gara è una versione modificata rispetto a quello inizialmente presentato. |
| Norvegia                 | Kyle Alessandro     | Lighter                       | Inglese             | Melodi Grand Prix 2025, 15 febbraio 2025                                                                          | |
| Paesi Bassi              | Claude              | C'est la vie                  | Francese, inglese   | Interno; cantante annunciato il 19 dicembre 2024, brano presentato il 27 febbraio 2025                            | |
| Polonia                  | Justyna Steczkowska | Gaja                          | Polacco             | Polskie Kwalifikacje 2025, 14 febbraio 2025                                                                       | Il brano contiene alcune parole in inglese e in slavo ecclesiastico. |
| Portogallo               | Napa                | Deslocado                     | Portoghese          | Festival da Canção 2025, 8 marzo 2025                                                                             | |
| Repubblica Ceca          | Adonxs              | Kiss Kiss Goodbye             | Inglese             | Interno; cantante annunciato l'11 dicembre 2024, brano annunciato il 31 gennaio 2025 e presentato il 7 marzo 2025 | |
| Regno Unito              | Remember Monday     | What the Hell Just Happened?  | Inglese             | Interno; gruppo e brano annunciati il 7 marzo 2025                                                                | |
| San Marino               | Gabry Ponte         | Tutta l'Italia                | Italiano            | San Marino Song Contest 2025, 8 marzo 2025                                                                        | |
| Serbia                   | Princ               | Mila                          | Serbo               | Pesma za Evroviziju '25, 28 febbraio 2025                                                                         | Il brano in gara è una versione modificata rispetto a quello che ha vinto la selezione nazionale. |
| Slovenia                 | Klemen              | How Much Time Do We Have Left | Inglese             | EMA 2025, 1º febbraio 2025                                                                                        | |
| Spagna                   | Melody              | Esa diva                      | Spagnolo            | Benidorm Fest 2025, 1º febbraio 2025                                                                              | Il brano in gara è una versione modificata rispetto a quello che ha vinto la selezione nazionale. |
| Svezia                   | KAJ                 | Bara bada bastu               | Svedese, finlandese | Melodifestivalen 2025, 8 marzo 2025                                                                               | Il brano contiene alcune parole in finlandese. |
| Svizzera (organizzatore) | Zoë Më              | Voyage                        | Francese            | Interno; cantante annunciata il 5 marzo 2025, brano presentato il 10 marzo 2025                                   | |
| Ucraina                  | Ziferblat           | Bird of Pray                  | Ucraino, inglese    | Vidbir 2025, 8 febbraio 2025                                                                                      | Il brano in gara è una versione modificata rispetto a quello che ha vinto la selezione nazionale. |

## Verso l'evento

### Melfest WKND 2025
La quarta edizione del Melfest WKND si è tenuto il 7 e l'8 marzo 2025 presso il Nalen di Stoccolma ed è stata presentata da Filip Baloš (partecipante a Pesma za Evroviziju '23 e '24). Come da tradizione, l'evento si è tenuto come precursore della finale del Melodifestivalen. Vi hanno partecipato:
- Danimarca
- Irlanda
- Norvegia

Hanno partecipato inoltre Jerry Heil (rappresentante dell'Ucraina all'Eurovision Song Contest 2024), Remo Forrer (rappresentante della Svizzera all'Eurovision Song Contest 2023), Fame (rappresentanti della Svezia all'Eurovision Song Contest 2003), Jessica Andersson (partecipante a Melodifestivalen 2006, 2007, 2010, 2015, 2018 e 2021), Velvet (partecipante a Melodifestivalen 2006, 2008 e 2009), Adam Woods e Marija Sur (partecipanti a Melodifestivalen 2023 e 2024), Angelino (partecipante a Melodifestivalen 2024 e 2025), Adrian Macaeus e Arwin (partecipanti a Melodifestivalen 2025), Ntïv e Ánndaris Rimpi (partecipanti al Sámi Grand Prix 2024).

### Eurovision Party SKG 2025
La seconda edizione dell'Eurovision Party SKG 2025 si è tenuta il 14 marzo 2025 presso il WE Club di Salonicco. Vi hanno partecipato:
- Albania
- Cipro

Hanno partecipato inoltre Natalia Gordienko (rappresentante della Moldavia all'Eurovision Song Contest 2006, 2020 e 2021), Demy (rappresentante della Grecia all'Eurovision Song Contest 2017), le Dinamiss, Rikki ed Evangelia (partecipanti a Ethnikos Telikos 2025).

### Nordic Eurovision Party2025
La seconda edizione del Nordic Eurovision Party si è tenuta il 22 marzo 2025 presso il Sentrum Scene di Oslo. Vi hanno partecipato:
- Albania
- Danimarca
- Irlanda
- Islanda
- Lettonia
- Norvegia
- Polonia
- Svizzera

Hanno partecipato inoltre Elena Tsagkrinou (rappresentante di Cipro all'Eurovision Song Contest 2021), Margaret Berger (rappresentante della Norvegia all'Eurovision Song Contest 2013), i Keiino (rappresentanti della Norvegia all'Eurovision Song Contest 2019), The Roop (rappresentanti della Lituania all'Eurovision Song Contest 2020 e 2021), Sandra Kim (Vincitrice dell'Eurovision Song Contest 1986), Gunnhild Sundli (rappresentante della Norvegia all'Eurovision Song Contest 2024 come parte dei Gåte), Jerry Heil (rappresentante dell'Ucraina all'Eurovision Song Contest 2024), le Charmed (rappresentanti della Norvegia all'Eurovision Song Contest 2000), le Queentastic (partecipanti al Melodi Grand Prix 2006), i Gothminister (partecipanti al Melodi Grand Prix 2024), Vidar Villa (partecipante al Melodi Grand Prix 2021 e 2024), Gunilla Persson (partecipante a Melodifestivalen 2024), Ladybug (partecipante al Melodi Grand Prix 2025) e Klara Hammarström (partecipante al Melodifestivalen 2020, 2021, 2022 e 2025).

### Eurovision in Concert 2025
La quindicesima edizione dell'Eurovision in Concert si è tenuta presso l'AFAS Live di Amsterdam il 5 aprile 2025 ed è stata presentata da Cornald Maas e Stefania Liberakakis (rappresentante dei Paesi Bassi al Junior Eurovision Song Contest 2016 come parte delle Kisses e dalla Grecia all'Eurovision Song Contest 2020 e 2021). Vi hanno partecipato:
- Albania
- Armenia
- Australia
- Austria
- Azerbaigian
- Belgio
- Croazia
- Danimarca
- Estonia
- Finlandia
- Francia
- Georgia
- Germania
- Irlanda
- Islanda
- Lituania
- Lussemburgo
- Malta
- Montenegro
- Norvegia
- Paesi Bassi
- Polonia
- Portogallo
- Regno Unito
- Repubblica Ceca
- San Marino
- Serbia
- Slovenia
- Spagna
- Ucraina

Hanno partecipato inoltre Kaleen (rappresentante dell'Austria all'Eurovision Song Contest 2024), Serhat (rappresentante di San Marino all'Eurovision Song Contest 2016 e 2019), Imaani (rappresentante del Regno Unito all'Eurovision Song Contest 1998), Konstrakta (rappresentante della Serbia all'Eurovision Song Contest 2022) e Luke Black (rappresentante della Serbia all'Eurovision Song Contest 2023).

### London Eurovision Party 2025
La sedicesima edizione del London Eurovision Party si è tenuta presso l'Here at Outernet di Londra il 13 aprile 2025. Vi hanno partecipato:
- Albania
- Australia
- Austria
- Belgio
- Croazia
- Danimarca
- Finlandia
- Irlanda
- Islanda
- Lettonia
- Lituania
- Lussemburgo
- Malta
- Montenegro
- Norvegia
- Polonia
- Regno Unito
- Repubblica Ceca
- San Marino
- Serbia
- Slovenia
- Spagna
- Svezia

Hanno partecipato inoltre i Keiino (rappresentanti della Norvegia all'Eurovision Song Contest 2019), Vasil (rappresentante della Macedonia del Nord all'Eurovision Song Contest 2020 e 2021), Vladana (rappresentante del Montenegro all'Eurovision Song Contest 2022), Kaleen (rappresentante dell'Austria all'Eurovision Song Contest 2024), gli Electro Velvet (rappresentanti del Regno Unito all'Eurovision Song Contest 2015), Al'ona Al'ona & Jerry Heil (rappresentanti dell'Ucraina all'Eurovision Song Contest 2024), le Dolly Style (partecipanti al Melodifestivalen 2015, 2016, 2019 e 2025) e Marija Sur (partecipante al Melodifestivalen 2023 e 2024).

### Eurovision Spain Pre-Party 2025
Il primo giorno della sesta edizione dell'evento, il 18 aprile 2025, si è tenuto presso la Sala La Rivera di Madrid il Welcome ESPreParty, dove si sono esibiti: Marina Satti (rappresentante della Grecia all'Eurovision Song Contest 2024), i Keiino (rappresentanti della Norvegia all'Eurovision Song Contest 2019), Jessy Matador (rappresentante della Francia all'Eurovision Song Contest 2010), Elvana Gjata (partecipante al Festivali i Këngës 2003, 2019 e 2024), Las Supremas de Móstoles (partecipanti a Eurovisión 2005: Elige nuestra canción), Carla Frigo, Kuve, Lucas Bun, DeTeresa, Mawot, Mel Ömana, Sonia y Selena, J Kbello, Daniela Blasco, David Afonso, Henry Selmer e i K!ngdom (partecipanti a Benidorm Fest 2025).
Il giorno successivo, il 19 aprile, si è tenuto l'Eurovision Spain Pre-Party 2025 presso lo stesso stabilimento. Vi hanno partecipato:
- Albania
- Armenia
- Australia
- Austria
- Belgio
- Croazia
- Danimarca
- Estonia
- Finlandia
- Georgia
- Irlanda
- Islanda
- Lettonia
- Lituania
- Lussemburgo
- Malta
- Montenegro
- Norvegia
- Polonia
- Portogallo
- Regno Unito
- Repubblica Ceca
- San Marino
- Serbia
- Slovenia
- Spagna
- Svezia
- Svizzera
- Ucraina

Hanno partecipato inoltre Chloe DelaRosa (rappresentante della Spagna al Junior Eurovision Song Contest 2024), Roxen (rappresentante della Romania all'Eurovision Song Contest 2020 e 2021), Emmelie De Forest (vincitrice dell'Eurovision Song Contest 2013) e Sirusho (rappresentante dell'Armenia all'Eurovision Song Contest 2008).

### Eurovision... A Little Bit More
Parallelamente ai pre-eventi ospitati da organizzazioni di terze parti, l'UER ha tenuto un'iniziativa denominata Eurovision... A Little Bit More. Gli artisti partecipanti hanno avuto l'opportunità di cantare da casa i loro brani in gara, cover di altri brani o loro altri brani originali, che sono stati presentati sul canale YouTube ufficiale dell'evento dal 24 marzo al 7 maggio 2025.
| Data           | Partecipanti        | Brani                                                             |
| -------------- | ------------------- | ----------------------------------------------------------------- |
| 24 marzo 2025  | Ziferblat           | Bird of Pray (Acustica)                                           |
| 24 marzo 2025  | Væb                 | Jaja Ding Dong                                                    |
| 25 marzo 2025  | Mamagama            | Somebody to Love                                                  |
| 25 marzo 2025  | Klavdia             | Asteromata (Acustica)                                             |
| 26 marzo 2025  | Katarsis            | Tavo akys (Versione corale)                                       |
| 27 marzo 2025  | Red Sebastian       | Arcade                                                            |
| 27 marzo 2025  | Laura Thorn         | Poupée électrique                                                 |
| 28 marzo 2025  | Tautumeitas         | Bur man laimi (Acustica)                                          |
| 28 marzo 2025  | Emmy                | Hold Me Now                                                       |
| 29 marzo 2025  | KAJ                 | Karar i arbeit                                                    |
| 29 marzo 2025  | Princ               | Mila (Versione francese)                                          |
| 30 marzo 2025  | Marko Bošnjak       | Poison Cake (Acustica)                                            |
| 30 marzo 2025  | Tommy Cash          | Espresso macchiato (Remix)                                        |
| 31 marzo 2025  | Væb                 | Róa (Versione inglese e jazz)                                     |
| 1º aprile 2025 | Mamagama            | Run with U (Versione Deep House)                                  |
| 1º aprile 2025 | Melody              | Esa diva (Versione sinfonica)                                     |
| 2 aprile 2025  | Klavdia             | Touch Me                                                          |
| 2 aprile 2025  | Tommy Cash          | 4'33"                                                             |
| 3 aprile 2025  | Gabry Ponte         | Easy on My Heart                                                  |
| 3 aprile 2025  | Shkodra Elektronike | Zjerm (Versione live e unplugged)                                 |
| 4 aprile 2025  | Marko Bošnjak       | Moli za nas (Acustica)                                            |
| 5 aprile 2025  | KAJ                 | Bara bada bastu (Versione live e unplugged)                       |
| 5 aprile 2025  | Nina Žižić          | Marija Magdalena                                                  |
| 6 aprile 2025  | Laura Thorn         | A Change Is Gonna Come                                            |
| 6 aprile 2025  | Go-Jo               | Ooh Aah... Just a Little Bit                                      |
| 7 aprile 2025  | Emmy                | Laika Party (Acustica)                                            |
| 7 aprile 2025  | Shkodra Elektronike | Turtulleshë                                                       |
| 8 aprile 2025  | Miriana Conte       | Serving (Live, dal Museo nazionale di archeologia)                |
| 8 aprile 2025  | Laura Thorn         | La poupée monte le son (Acustica)                                 |
| 9 aprile 2025  | Katarsis            | Balta meilė                                                       |
| 9 aprile 2025  | Nina Žižić          | Dobrodošli (Acustica)                                             |
| 10 aprile 2025 | Ziferblat           | Amar pelos dois                                                   |
| 11 aprile 2025 | JJ & Conchita Wurst | Rise like a Phoenix/Wasted Love (Mash-up)                         |
| 11 aprile 2025 | Theo Evan Demy      | Diafanīs                                                          |
| 14 aprile 2025 | Napa                | Deslocado (Versione live con coro e cordofoni)                    |
| 15 aprile 2025 | Adonxs              | Kiss Kiss Goodbye (Acustica)                                      |
| 17 aprile 2025 | Go-Jo               | Milkshake Man (Edizione Jungle Caramel)                           |
| 17 aprile 2025 | Melody              | Vuelve conmigo                                                    |
| 18 aprile 2025 | Louane              | Maman (Acustica)                                                  |
| 18 aprile 2025 | Kyle Alessandro     | Lighter (Live, con l'Orchestra Radiofonica Norvegese)             |
| 18 aprile 2025 | Erika Vikman        | Ich komme (Remix club)                                            |
| 19 aprile 2025 | Tautumeitas         | Saudade, saudade                                                  |
| 21 aprile 2025 | Væb                 | Welcome to the Jungle                                             |
| 23 aprile 2025 | Zoë Më              | Swiss Medley                                                      |
| 23 aprile 2025 | Klemen Dave Benton  | How Much Time Do We Have Left                                     |
| 23 aprile 2025 | Adonxs              | My My My!                                                         |
| 24 aprile 2025 | Napa                | Enredos                                                           |
| 25 aprile 2025 | Remember Monday     | Húsavík (My Hometown)                                             |
| 25 aprile 2025 | Louane              | Where Is My Mind?                                                 |
| 25 aprile 2025 | Abor & Tynna        | Baller (Acustica, versione ungherese)                             |
| 26 aprile 2025 | Mariam Shengelia    | C'est la vie                                                      |
| 26 aprile 2025 | Theo Evan           | Shh (Acustica)                                                    |
| 27 aprile 2025 | Sissal              | Hallucination (Live, dalla Copenhagen Concert Hall)               |
| 28 aprile 2025 | Princ               | Heroes                                                            |
| 28 aprile 2025 | Zoë Më              | Voyage (Sessione live)                                            |
| 29 aprile 2025 | Gabry Ponte         | Exotica (Eurovision Vlog)                                         |
| 29 aprile 2025 | Klemen              | How Much Time Do We Have Left (Con la coreografia di Edward Clug) |
| 30 aprile 2025 | Miriana Conte       | My Number One                                                     |
| 2 maggio 2025  | Lucio Corsi         | Volevo essere un duro (Live, a Domenica In)                       |
| 3 maggio 2025  | Adonxs              | Doomsday Blue                                                     |
| 4 maggio 2025  | Lucio Corsi         | Situazione complicata (Versione live)                             |
| 4 maggio 2025  | Parg                | Survivor (Versione orchestrale)                                   |
| 5 maggio 2025  | Claude              | C'est la vie (Acustica)                                           |
| 6 maggio 2025  | Emmy                | Laika Party (Al Trinity College)                                  |
| 7 maggio 2025  | Abor & Tynna        | Baller (Remix)                                                    |

## L'evento

### Semifinali
Digame ha composto le urne nelle quali sono stati divisi gli stati partecipanti, determinate in base allo storico delle votazioni. La loro composizione è stata così definita:
| Urna 1                                                                                 | Urna 2                                                          | Urna 3                                                         | Urna 4                                                       | Urna 5                                                            |
| -------------------------------------------------------------------------------------- | --------------------------------------------------------------- | -------------------------------------------------------------- | ------------------------------------------------------------ | ----------------------------------------------------------------- |
| - Belgio - Repubblica Ceca - Estonia - Lettonia - Lituania - Lussemburgo - Paesi Bassi | - Armenia - Azerbaigian - Georgia - Israele - Polonia - Ucraina | - Albania - Austria - Croazia - Montenegro - Serbia - Slovenia | - Cipro - Grecia - Irlanda - Malta - Portogallo - San Marino | - Australia - Danimarca - Finlandia - Islanda - Norvegia - Svezia |

Il 28 gennaio 2025, presso il Museo d'arte di Basilea, si è svolto il sorteggio (presentato da Jennifer Bosshard e Jan van Ditzhuijzen) per determinare in quale metà di quale semifinale si esibiranno gli stati e la semifinale in cui avranno il diritto di voto gli stati già qualificati alla finale. Nel sorteggio è stato inoltre esplicitato che la prima semifinale sarebbe stata composta da 15 stati, mentre la seconda da 16, e che l'ordine di esibizione esatto sarà stabilito dalla produzione del programma e approvato dal supervisore UER e dal Gruppo di Controllo. In base all'esito del sorteggio, le semifinali sono quindi così composte:
     Stati partecipanti alla prima semifinale
     Stati con diritto di voto nella prima semifinale
     Stati partecipanti alla seconda semifinale
     Stati con diritto di voto alla seconda semifinale
| 1ª semifinale 13 maggio 2025                               | 1ª semifinale 13 maggio 2025                                             | 2ª semifinale 15 maggio 2025                                          | 2ª semifinale 15 maggio 2025                                                 |
| ---------------------------------------------------------- | ------------------------------------------------------------------------ | --------------------------------------------------------------------- | ---------------------------------------------------------------------------- |
| Svezia Ucraina Slovenia Islanda Estonia Polonia Portogallo | Paesi Bassi Azerbaigian Albania San Marino Belgio Cipro Croazia Norvegia | Austria Lituania Armenia Montenegro Grecia Irlanda Australia Lettonia | Repubblica Ceca Israele Malta Finlandia Danimarca Lussemburgo Georgia Serbia |
| Con diritto di voto: Italia Spagna Svizzera                | Con diritto di voto: Italia Spagna Svizzera                              | Con diritto di voto: Francia Germania Regno Unito                     | Con diritto di voto: Francia Germania Regno Unito                            |

Stati partecipanti alla prima semifinale
Stati con diritto di voto nella prima semifinale
Stati partecipanti alla seconda semifinale
Stati con diritto di voto alla seconda semifinale

L'ordine di uscita di entrambe le semifinali è stato reso noto il 27 marzo 2025, mentre quello della finale è stato reso noto il successivo 17 maggio.

#### Prima semifinale
La prima semifinale si è svolta il 13 maggio 2025 alle 21:00 CEST; vi hanno gareggiato 15 paesi e hanno votato anche Italia, Spagna, Svizzera – i cui artisti si sono esibiti nel corso della serata – e il "Resto del mondo".
La semifinale è stata aperta da un'esibizione, in chiave jodel su basi suonate con corni alpini, di quattro canzoni vincitrici del concorso – Tattoo, Arcade, Waterloo e The Code – mentre nell'intervallo si sono esibite le presentatrici Hazel Brugger e Sandra Studer, insieme alla presentatrice svedese Petra Mede, nell'inedito Made in Switzerland e, infine, il quartetto composto da Marina Satti, Jerry Heil, Iolanda e Silvester Belt che si sono esibiti in Ne partez pas sans moi di Céline Dion, preceduto da un segmento pre-registrato in cui l'omonima cantante canadese ha raccontato la sua esperienza all'Eurovision Song Contest 1988 in occasione del trentasettesimo anniversario dalla sua vittoria. In chiusura della serata Jørgen Olsen, membro del duo danese Olsen Brothers vincitori dell'edizione 2000 della manifestazione, si è esibito con una versione rivisitata del loro brano Fly on the Wings of Love, in riferimento allo slogan permanente del concorso United by Music.
| Nº | Stato       | Artista             | Canzone                       | Punti | Posizione |
| -- | ----------- | ------------------- | ----------------------------- | ----- | --------- |
| 01 | Islanda     | Væb                 | Róa                           | 97    | 6         |
| 02 | Polonia     | Justyna Steczkowska | Gaja                          | 85    | 7         |
| 03 | Slovenia    | Klemen              | How Much Time Do We Have Left | 23    | 13        |
| 04 | Estonia     | Tommy Cash          | Espresso macchiato            | 113   | 5         |
| —  | Spagna      | Melody              | Esa diva                      | —     | —         |
| 05 | Ucraina     | Ziferblat           | Bird of Pray                  | 137   | 1         |
| 06 | Svezia      | KAJ                 | Bara bada bastu               | 118   | 4         |
| 07 | Portogallo  | Napa                | Deslocado                     | 56    | 9         |
| 08 | Norvegia    | Kyle Alessandro     | Lighter                       | 82    | 8         |
| 09 | Belgio      | Red Sebastian       | Strobe Lights                 | 23    | 14        |
| —  | Italia      | Lucio Corsi         | Volevo essere un duro         | —     | —         |
| 10 | Azerbaigian | Mamagama            | Run with U                    | 7     | 15        |
| 11 | San Marino  | Gabry Ponte         | Tutta l'Italia                | 46    | 10        |
| 12 | Albania     | Shkodra Elektronike | Zjerm                         | 122   | 2         |
| 13 | Paesi Bassi | Claude              | C'est la vie                  | 121   | 3         |
| 14 | Croazia     | Marko Bošnjak       | Poison Cake                   | 28    | 12        |
| —  | Svizzera    | Zoë Më              | Voyage                        | —     | —         |
| 15 | Cipro       | Theo Evan           | Shh                           | 44    | 11        |

12 punti (Televoto)
| N. | A           | Da                                 |
| -- | ----------- | ---------------------------------- |
| 4  | Ucraina     | Cipro, Polonia, Portogallo, Spagna |
| 3  | Svezia      | Estonia, Islanda, Norvegia         |
| 2  | Cipro       | Albania, Azerbaigian               |
| 2  | Paesi Bassi | Belgio, Svizzera                   |
| 1  | Albania     | Resto del mondo                    |
| 1  | Belgio      | San Marino                         |
| 1  | Croazia     | Slovenia                           |
| 1  | Estonia     | Croazia                            |
| 1  | Islanda     | Svezia                             |
| 1  | Norvegia    | Ucraina                            |
| 1  | Polonia     | Paesi Bassi                        |
| 1  | San Marino  | Italia                             |

#### Seconda semifinale
La seconda semifinale si è svolta il 15 maggio 2025 alle 21:00 CEST; vi hanno gareggiato 16 paesi e hanno votato anche Francia, Germania, Regno Unito – i cui artisti si sono esibiti nel corso della serata – e il "Resto del mondo".
La semifinale è stata aperta da un monologo scritto da Philip, fan della manifestazione canora, che ha raccontato cosa rende il concorso davvero speciale, mentre nell'intervallo si sono un'esibizione coreografica dal titolo On Time che ha messo in evidenza la puntualità svizzera; esibiti quattro artisti che avrebbero dovuto prendere parte all'edizione 2020 del concorso, cancellata a causa della pandemia di COVID-19 – Gjon's Tears con Répondez-moi, The Roop con On Fire, Efendi con Cleopatra e Destiny con All of My Love. In chiusura della serata la presentatrice Sandra Studer si è esibita sulle note di Insieme: 1992 di Toto Cutugno, brano vincitore dell'edizione 1990.
| Nº | Stato           | Artista          | Canzone                      | Punti | Posizione |
| -- | --------------- | ---------------- | ---------------------------- | ----- | --------- |
| 01 | Australia       | Go-Jo            | Milkshake Man                | 41    | 11        |
| 02 | Montenegro      | Nina Žižić       | Dobrodošli                   | 12    | 16        |
| 03 | Irlanda         | Emmy             | Laika Party                  | 28    | 13        |
| 04 | Lettonia        | Tautumeitas      | Bur man laimi                | 130   | 2         |
| 05 | Armenia         | Parg             | Survivor                     | 51    | 10        |
| 06 | Austria         | JJ               | Wasted Love                  | 104   | 5         |
| —  | Regno Unito     | Remember Monday  | What the Hell Just Happened? | —     | —         |
| 07 | Grecia          | Klavdia          | Asteromata                   | 112   | 4         |
| 08 | Lituania        | Katarsis         | Tavo akys                    | 103   | 6         |
| 09 | Malta           | Miriana Conte    | Serving                      | 53    | 9         |
| 10 | Georgia         | Mariam Shengelia | Freedom                      | 28    | 15        |
| —  | Francia         | Louane           | Maman                        | —     | —         |
| 11 | Danimarca       | Sissal           | Hallucination                | 61    | 8         |
| 12 | Repubblica Ceca | Adonxs           | Kiss Kiss Goodbye            | 29    | 12        |
| 13 | Lussemburgo     | Laura Thorn      | La poupée monte le son       | 62    | 7         |
| 14 | Israele         | Yuval Raphael    | New Day Will Rise            | 203   | 1         |
| —  | Germania        | Abor & Tynna     | Baller                       | —     | —         |
| 15 | Serbia          | Princ            | Mila                         | 28    | 14        |
| 16 | Finlandia       | Erika Vikman     | Ich komme                    | 115   | 3         |

12 punti (Televoto)
| N. | A          | Da |
| -- | ---------- | --- |
| 13 | Israele    | Australia, Austria, Danimarca, Finlandia, Francia, Germania, Grecia, Irlanda, Lussemburgo, Regno Unito, Repubblica Ceca, Resto del mondo |
| 2  | Armenia    | Georgia, Israele |
| 1  | Grecia     | Armenia |
| 1  | Lettonia   | Lituania |
| 1  | Lituania   | Lettonia |
| 1  | Montenegro | Serbia |
| 1  | Serbia     | Montenegro |

### Finale
La finale si è svolta il 17 maggio 2025 alle 21:00 CEST. Vi hanno gareggiato 26 paesi di cui:
- i primi 10 classificati durante la prima semifinale;
- i primi 10 classificati durante la seconda semifinale;
- i 5 finalisti di diritto, i cosiddetti Big Five, ovvero Francia, Germania, Italia, Regno Unito e Spagna;
- la Svizzera, paese ospitante;

In seguito a un sorteggio, è stato stabilito che la Svizzera, lo Stato organizzatore, si esibirà al 19º posto.
La finale è stata aperta da Nemo che ha cantato The Code, brano vincitore dell'edizione precedente, seguita dalla tradizionale sfilata delle bandiere, accompagnati dalla Top Secret Drum Corps, sulle note di alcuni remix di successi svizzeri. Nell'intervallo si sono esibiti quattro artisti che hanno rappresentato la Svizzera alla manifestazione canora – Peter & Marc con Io senza te, Paola del Medico con Cinéma, Luca Hänni con She Got Me e Gjon's Tears con Tout l'univers – il duo composto da Käärijä e Baby Lasagna che si sono esibiti in un mash-up di Cha cha cha e Rim Tim Tagi Dim, seguito dal loro singolo #Eurodab ed, infine, si è esibito nuovamente Nemo con il singolo Unexplainable.
| Nº | Stato       | Artista             | Canzone                      | Punti | Posizione |
| -- | ----------- | ------------------- | ---------------------------- | ----- | --------- |
| 1  | Norvegia    | Kyle Alessandro     | Lighter                      | 89    | 18        |
| 2  | Lussemburgo | Laura Thorn         | La poupée monte le son       | 47    | 22        |
| 3  | Estonia     | Tommy Cash          | Espresso macchiato           | 356   | 3         |
| 4  | Israele     | Yuval Raphael       | New Day Will Rise            | 357   | 2         |
| 5  | Lituania    | Katarsis            | Tavo akys                    | 96    | 16        |
| 6  | Spagna      | Melody              | Esa diva                     | 37    | 24        |
| 7  | Ucraina     | Ziferblat           | Bird of Pray                 | 218   | 9         |
| 8  | Regno Unito | Remember Monday     | What the Hell Just Happened? | 88    | 19        |
| 9  | Austria     | JJ                  | Wasted Love                  | 436   | 1         |
| 10 | Islanda     | Væb                 | Róa                          | 33    | 25        |
| 11 | Lettonia    | Tautumeitas         | Bur man laimi                | 158   | 13        |
| 12 | Paesi Bassi | Claude              | C'est la vie                 | 175   | 12        |
| 13 | Finlandia   | Erika Vikman        | Ich komme                    | 196   | 11        |
| 14 | Italia      | Lucio Corsi         | Volevo essere un duro        | 256   | 5         |
| 15 | Polonia     | Justyna Steczkowska | Gaja                         | 156   | 14        |
| 16 | Germania    | Abor & Tynna        | Baller                       | 151   | 15        |
| 17 | Grecia      | Klavdia             | Asteromata                   | 231   | 6         |
| 18 | Armenia     | Parg                | Survivor                     | 72    | 20        |
| 19 | Svizzera    | Zoë Më              | Voyage                       | 214   | 10        |
| 20 | Malta       | Miriana Conte       | Serving                      | 91    | 17        |
| 21 | Portogallo  | Napa                | Deslocado                    | 50    | 21        |
| 22 | Danimarca   | Sissal              | Hallucination                | 47    | 23        |
| 23 | Svezia      | KAJ                 | Bara bada bastu              | 321   | 4         |
| 24 | Francia     | Louane              | Maman                        | 230   | 7         |
| 25 | San Marino  | Gabry Ponte         | Tutta l'Italia               | 27    | 26        |
| 26 | Albania     | Shkodra Elektronike | Zjerm                        | 218   | 8         |

| Pos. | Televoto    | Punti | Giuria      | Punti |
| ---- | ----------- | ----- | ----------- | ----- |
| 1    | Israele     | 297   | Austria     | 258   |
| 2    | Estonia     | 258   | Svizzera    | 214   |
| 3    | Svezia      | 195   | Francia     | 180   |
| 4    | Austria     | 178   | Italia      | 159   |
| 5    | Albania     | 173   | Paesi Bassi | 133   |
| 6    | Ucraina     | 158   | Svezia      | 126   |
| 7    | Polonia     | 139   | Lettonia    | 116   |
| 8    | Grecia      | 126   | Grecia      | 105   |
| 9    | Finlandia   | 108   | Estonia     | 98    |
| 10   | Italia      | 97    | Regno Unito | 88    |
| 11   | Germania    | 74    | Finlandia   | 88    |
| 12   | Norvegia    | 67    | Malta       | 83    |
| 13   | Lituania    | 62    | Germania    | 77    |
| 14   | Francia     | 50    | Ucraina     | 60    |
| 15   | Lettonia    | 42    | Israele     | 60    |
| 16   | Paesi Bassi | 42    | Albania     | 45    |
| 17   | Islanda     | 33    | Danimarca   | 45    |
| 18   | Armenia     | 30    | Armenia     | 42    |
| 19   | Lussemburgo | 24    | Portogallo  | 37    |
| 20   | San Marino  | 18    | Lituania    | 34    |
| 21   | Portogallo  | 13    | Spagna      | 27    |
| 22   | Spagna      | 10    | Lussemburgo | 23    |
| 23   | Malta       | 8     | Norvegia    | 22    |
| 24   | Danimarca   | 2     | Polonia     | 17    |
| 25   | Regno Unito | 0     | San Marino  | 9     |
| 26   | Svizzera    | 0     | Islanda     | 0     |

12 punti (Giuria)
| N. | A           | Da                                                                            |
| -- | ----------- | ----------------------------------------------------------------------------- |
| 8  | Austria     | Belgio, Finlandia, Germania, Irlanda, Lettonia, Norvegia, Paesi Bassi, Svezia |
| 6  | Italia      | Croazia, Georgia, Portogallo, San Marino, Slovenia, Svizzera                  |
| 5  | Francia     | Albania, Armenia, Grecia, Lussemburgo, Serbia                                 |
| 4  | Grecia      | Australia, Cipro, Israele, Montenegro                                         |
| 3  | Lettonia    | Danimarca, Lituania, Regno Unito                                              |
| 3  | Svizzera    | Estonia, Polonia, Spagna                                                      |
| 2  | Germania    | Repubblica Ceca, Ucraina                                                      |
| 1  | Albania     | Francia                                                                       |
| 1  | Armenia     | Malta                                                                         |
| 1  | Finlandia   | Austria                                                                       |
| 1  | Israele     | Azerbaigian                                                                   |
| 1  | Regno Unito | Italia                                                                        |
| 1  | Svezia      | Islanda                                                                       |

12 punti (Televoto)
| N. | A          | Da |
| -- | ---------- | --- |
| 13 | Israele    | Australia, Azerbaigian, Belgio, Francia, Germania, Lussemburgo, Paesi Bassi, Portogallo, Regno Unito, Spagna, Svezia, Svizzera, Resto del mondo |
| 5  | Estonia    | Armenia, Croazia, Lettonia, Malta, Serbia |
| 4  | Svezia     | Danimarca, Estonia, Finlandia, Norvegia |
| 3  | Grecia     | Albania, Cipro, San Marino |
| 3  | Ucraina    | Israele, Polonia, Repubblica Ceca |
| 2  | Albania    | Grecia, Montenegro |
| 2  | Polonia    | Irlanda, Islanda |
| 1  | Armenia    | Georgia |
| 1  | Germania   | Austria |
| 1  | Italia     | Slovenia |
| 1  | Lettonia   | Lituania |
| 1  | Lituania   | Ucraina |
| 1  | San Marino | Italia |

## Marcel Bezençon Awards
I vincitori dei premi sono stati:
- Premio della stampa:  Francia
- Premio artistico:  Francia
- Premio alla miglior composizione:  Svizzera

## OGAE 2025
I membri dell'OGAE, organizzazione internazionale che consiste in un network di fan club del contest di vari paesi europei e non, come ogni anno hanno avuto l'opportunità di votare per la loro canzone preferita prima della gara e i risultati sono stati pubblicati dal 21 aprile al 3 maggio sul sito web dell'organizzazione.
La tabella raffigura il voto di 43 OGAE club.
| Posizione | Paese       | Cantante      | Canzone         | Punti |
| --------- | ----------- | ------------- | --------------- | ----- |
| 1         | Svezia      | KAJ           | Bara bada bastu | 421   |
| 2         | Austria     | JJ            | Wasted love     | 382   |
| 3         | Paesi Bassi | Claude        | C'est la vie    | 278   |
| 4         | Finlandia   | Erika Vikman  | Ich komme       | 253   |
| 5         | Malta       | Miriana Conte | Serving         | 164   |

## Giurie
Il 18 maggio 2025 l'UER ha reso nota la lista dei membri delle giurie nazionali, che hanno stilato parte della classifica durante la finale dell'evento.
- Albania: Alfred Kaçinari, Shpëtim Saraçi, Ylljet Aliçka, Blerta Ristani, Mikaela Minga
- Armenia: Arthur Manukyan, Simon Hovhannisyan, Kristina Avagimyan, Lilit Navasardyan, Lilit Osipyan
- Australia: Andrew Harry Lambrou, Robbie Alexander Buck, Claire Rebecca Howell, Kylie Alexandra Burtland, Simone Nicoloso Dow
- Austria: Julian Guba, Mark Duran, Katharina Aigner, Marlene Scharf, Nina Hochrainer
- Azerbaigian: Azər Rauf Aydəmir, Ramil Adıgözəl Qasımov, Tural İsa Bağmanov, Ülviyyə Firudin Bəbirli, Ülviyyə Oqtay Kərimova
- Belgio: Hans Francken, Indy Van Cauwenberg, Xavier Taveirne, Billie Leyers, Noémie Wolfs
- Cipro: Charī Savva, Michalīs Mesios, Charikleia Strouthou, Elena Olympiou, Maria Charī
- Croazia: Miroslav Lesić, Tihomir Preradović, Antonela Doko, Mia Negovetić, Monika Lelas Halambek
- Danimarca: Anders Ugilt Andersen, Mads Enggaard Jørgensen, Peter Düring, Anne Dorte Michelsen, Katrine Muff Enevoldse
- Estonia: Indrek Sarrap, Ott Lepland, Owe Petersell, Elina Netšajeva, Alika Milova[N 2]
- Finlandia: Miikka Juhani Maunula, Panu Juhana Hattunen, Arja Sinikka Koriseva-Karmala, Haza von Hertzen, Neea Pauliina Jokinen
- Francia: Franck Broqua, Olivier Weber, Alexia Guerin, Nathalie Couzouyan, Virginie Petit
- Georgia: David Tsintsadze, George Rostiashvili, Shalva Popiashvili, Ani Kekua, Salome Bakuradze
- Germania: Alexander Zuckowski, Ekrem Bora, Marc Möllmann, Carolin Fortenbacher, Vasilisa Subotić
- Grecia: Giōrgos Polychroniou, Iōannīs Vasilopoukis, Vangelīs Kōnstantinidīs, Margarita Kyriakī Mytilīnaiou, Mirela Pachou
- Irlanda: Dermot McEvoy, Edward Porter, Kofi Appiah, Helen Jordan Guthrie, Tara Murray
- Islanda: Andri Þór Jónsson, Bjarni Arason, Sindri Ástmarsson, Aníta Rós Þorsteinsdóttir, Hulda Geirsdóttir
- Israele: Asher Asi Tal, Saar Gamzo, Yonatan Roe'h, Avia Farchi, Noga Klein
- Italia: Andrea Settembre, Diego Calvetti, Mattia Marzi, Giulia Ausani, Manola Moslehi
- Lettonia: Rodrigo Fomins, Toms Andris Putniņš, Kristīne Pāže, Liena Edvardsa, Una Stade
- Lituania: Pijus Vasiliauskas-Brazauskas, Vaidotas Stackevičius, Eglė Kernagytė Dambrauskė, Raminta Naujanytė, Rosita Čivilytė
- Lussemburgo: Jules Serrig, Tom Gatti, Tom Leick-Burns, Catherine Nothum, Monique Melsen
- Malta: Aidan Cassar, Michele Spiteri, Sigmund. Mifsud, Marie Angie Laus, Pamela Kerr
- Montenegro: Gavrilo Radunović, Željko Vukčević, Bojana Nenezić, Jelena Božović, Marija Božović
- Norvegia: Kristian Kristensen, Stian Tangerud, Iris Severin O. Mikalsen, Reidun Sæther, Vanessa Joana Hutel Kure
- Paesi Bassi: Dennis van Leeuwen, Frits Ritmeester, Ronald de Bas, Gaia Tiana Marlene Aikman, Quinty Mesiedjan
- Polonia: Jan Stokłosa, Krystian Ochman, Anna Jurksztowicz, Katarzyna Walczak, Tycjana Acquasanta
- Portogallo: Alberto Hernández Seruca, Alexandre Manuel Valério Mesquita Guimarães, Luís Oliveira Nunes, Lia Isabel Pereira, Nádia Lima Pereira
- Repubblica Ceca: Adam Řičica, Miroslav Helcl, Petr Kotvald, Alexandra Langošová, Anna Vašátková
- Regno Unito: Mark Lippman, Thomas Philip Ogden, Carl Bernard Parris, Elizabeth Margaret McClarnon-Cho, Henrietta Ama Smith-Rolla
- San Marino: Alessandro Riccardi, Fabrizio Raggi, Piermatteo Carattoni, Olivia Marani, Sofia Toccaceli
- Serbia: Aleksandar Habić, Luka Jovanović, Bojana Stamenov, Ivana Peters, Olga Biserčić
- Slovenia: Gregor Starsbergar, Jon Vitezič, Urban Koritnik, Ana Soklič, Eva Boto
- Spagna: Javier Llano Abril, Javier Pageo Nicolás, Ana Isabel Conde, Irene Garrido Miñano, María Melodía Pérez Castillo
- Svezia: Kenny Krister Kevin Lantz, Michael Lennart Cederberg, Theodor Jan Haraldsson, Amanda Josefina Elisabeth Nordelius, Anna Charlotta Gunnarson
- Svizzera: Cyrill Camenzind, Giordano Tatum Rush, Gabriela Mennel, Mary Clapasson, Tiffany Athena Limacher
- Ucraina: Dmytro Šurov, Kostjantyn Bočarov, Olena Šoptenko-Ivanova, Tetjana Rešetnjak, Natela Čhartišvili-Zacaryna[N 3]

## Stati non partecipanti
- Andorra: il 26 giugno 2024, l'emittente RTVA ha confermato che il paese non sarebbe tornato a partecipare in quest'edizione.[112]
- Bielorussia: in seguito alla sospensione dell'emittente bielorussa BTRC dall'UER, avvenuta il 1º luglio 2021 e successivamente estesa a tempo indeterminato il 23 aprile 2024, la nazione non dispone dei diritti di partecipazione e trasmissione del concorso canoro.[113]
- Bosnia ed Erzegovina: durante la presentazione del palinsesto per il 2024, l'emittente BHRT ha delineato i suoi piani per l'anno, compresa una dichiarazione in cui si poteva valutare un possibile ritorno al concorso canoro per la prima volta dall'edizione 2016;[114] tuttavia l'emittente bosniaca ha comunque rimarcato la sua situazione ancora pendente dalle sanzioni da parte dell'UER, per mancato pagamento dei debiti. Il 17 luglio 2024 l'emittente ha confermato che il Paese non sarebbe tornato a partecipare in quest'edizione.[115]
- Bulgaria: nel giugno 2024, è stato riferito che l'emittente bulgara BNT avrebbe preso una decisione in merito alla partecipazione all'edizione 2025 nel mese di settembre.[116] Il successivo 27 ottobre, attraverso l'account X della delegazione bulgara, è stato confermato che la nazione non avrebbe preso parte all'evento.[117]
- Kosovo: il 29 ottobre 2023, all'indomani della prima edizione del Festivali i Këngës në RTK, la prevista selezione nazionale kosovara per la manifestazione europea, l'amministratore delegato dell'emittente RTK Besnik Boletini, ha ribadito i continui sforzi del Paese, per essere incluso nel concorso già a partire dall'edizione del 2025.[118] Il 16 aprile 2024 si è svolta una votazione sul progetto di candidatura del Kosovo al Consiglio d'Europa, approvato dalla relativa assemblea parlamentare.[119] Il Comitato dei Ministri del Consiglio d'Europa avrebbe dovuto decidere sull'adesione del Kosovo nel maggio 2024 ma il voto è stato successivamente posticipato.[120] L'adesione al Consiglio permetterebbe al Kosovo di entrare a far parte dell'Unione europea di radiodiffusione (UER) come membro a pieno titolo e di poter partecipare al concorso.[121][122] Nel maggio 2024 l'emittente kosovara, ha annunciato che avrebbe presentato "presto" una domanda di adesione all'UER; che è stata poi ratificata il successivo 6 giugno dal direttore generale dell'emittente Shkumbin Ahmetxhekaj, attraverso una lettera formale all'ente paneuropea richiedendo un invito per poter partecipare all'edizione del 2025.[123] Il 7 agosto 2024 è stato confermato che il Paese non avrebbe debuttato in questa edizione, dopo che l'UER ha respinto la domanda di adesione dell'emittente kosovara.[124]
- Liechtenstein: il 15 maggio 2024, il quotidiano Liechtensteiner Vaterland, ha dichiarato che l'emittente radiofonica di Stato, Radio Liechtenstein (RL), era in procinto di presentare una domanda di adesione all'Unione europea di radiodiffusione (UER), permettendo così alla nazione di poter debuttare al concorso nell'edizione 2025, dopo i vari tentativi falliti da parte dell'emittente televisiva nazionale 1FLTV;[125] Tuttavia, alla fine di ottobre 2024, i residenti del Liechtenstein hanno votato in un referendum a favore della privatizzazione di Radio Liechtenstein, rendendo impossibile all'emittente aderire all'ente paneuropeo.[126]
- Macedonia del Nord: il 22 ottobre 2024, l'emittente MRT, in risposta ad una email inviata dai fan nazionali, ha dichiarato che il Consiglio di Programmazione ha discusso sul ritorno alla manifestazione canora, con tutti i membri d'accordo sulla necessità di partecipare.[127] Il successivo 8 novembre un membro del consiglio ha confermato che, citando anche come motivazione dei problemi economici, era "troppo tardi" per una possibile partecipazione nell'edizione 2025, auspicando ad un possibile ritorno nel 2026.[128]
- Marocco: l'11 agosto 2024, l'emittente SNRT, ha confermato che il paese non sarebbe tornato a partecipare in quest'edizione.[129]
- Moldavia: nonostante un'iniziale conferma da parte di TRM,[130] con una selezione nazionale pianificata per il mese di febbraio,[131] il 22 gennaio 2025 la stessa emittente ha confermato il ritiro citando gli alti costi di partecipazione e la mancanza di budget per coprire le relative spese.[132]
- Principato di Monaco: il 1º settembre 2023, con il lancio del nuovo canale televisivo TV Monaco,[133] membro dell'UER in quanto parte della società MMD, è stato confermato che il Principato sarebbe potuto tornare a competere alla manifestazione canora per la prima volta dall'edizione 2006.[134] Nonostante l'interesse dimostrato per un possibile ritorno al concorso, il paese non è stato infine incluso nella lista ufficiale dei partecipanti pubblicata dall'UER.[135]
- Romania: il 10 settembre 2024, l'emittente rumena TVR ha dichiarato che non era stata ancora presa nessuna decisione in merito alla partecipazione nazionale all'Eurovision Song Contest 2025.[136] Tuttavia, il successivo 12 dicembre, la stessa emittente ha annunciato che il paese non sarebbe tornato a partecipare in questa edizione, non escludendo una possibile partecipazione nelle edizioni future.[137][138]
- Russia: in seguito all'espulsione a tempo indeterminato di tutte le emittenti televisive russe dall'UER, avvenuta il 26 maggio 2022, la nazione non dispone dei diritti di partecipazione e trasmissione del concorso canoro.[139]
- Slovacchia: l'8 agosto 2023, a seguito di una ristrutturazione del piano finanziario, l'emittente slovacca RTVS ha annunciato di valutare un possibile ritorno nell'edizione 2025, oltre che lavorare attivamente per assicurarsi i finanziamenti necessari per la partecipazione; tuttavia, nell'aprile 2024 la responsabile del dipartimento delle comunicazioni dell'emittente Zuzana Vicelová ha confermato che il paese non sarebbe tornato a partecipare in quest'edizione a causa delle già citate ragioni finanziarie.[140]

## Trasmissione dell'evento e commentatori

### Televisione e radio
| Paese              | Trasmissione                | Emittente          | Stazione                                     | Commentatori                                                | Note                    |
| ------------------ | --------------------------- | ------------------ | -------------------------------------------- | ----------------------------------------------------------- | ----------------------- |
| Albania            | Completa                    | RTSH               | RTSH 1 RTSH Muzikë Radio Tirana              | Andri Xhahu                                                 | [ 141 ]                 |
| Armenia            | Completa                    | ARMTV              | Armenia 1                                    | Hrachuhi Utmazyan Hamlet Arakelyan                          | [ 142 ] [ 143 ]         |
| Australia          | Completa                    | SBS                | SBS Television SBS On Demand                 | Courtney Act Tony Armstrong                                 | [ 144 ] [ 145 ]         |
| Austria            | Completa                    | ORF                | ORF 1                                        | Andi Knoll                                                  | [ 146 ] [ 147 ] [ 148 ] |
| Austria            | Finale                      | ORF                | FM4                                          | Jan Böhmermann Olli Schulz                                  | [ 146 ] [ 147 ] [ 148 ] |
| Azerbaigian        | Completa                    | İTV                | İctimai Televiziya                           | Elnarə Xəlilova Ağa Nadirov                                 | [ 149 ]                 |
| Belgio             | Prima semifinale e finale   | RTBF               | La Une                                       | Joëlle Scoriels Jean-Louis Lahaye                           | [ 150 ] [ 151 ]         |
| Belgio             | Seconda semifinale          | RTBF               | Tipik                                        | Joëlle Scoriels Jean-Louis Lahaye                           | [ 150 ] [ 151 ]         |
| Belgio             | Completa                    | VRT                | VRT 1                                        | Peter Van de Veire                                          | [ 150 ] [ 151 ]         |
| Belgio             | Finale                      | VRT                | Radio 2                                      | Peter Van de Veire                                          | [ 150 ] [ 151 ]         |
| Cipro              | Completa                    | CyBC               | RIK 1 RIK Sat RIK Triton                     | Melina Karageōrgiou Alexandros Taramountas                  | [ 152 ] [ 153 ]         |
| Croazia            | Completa                    | HRT                | HRT 1 HR 2                                   | Duško Ćurlić                                                | [ 154 ] [ 155 ]         |
| Danimarca          | Completa                    | DR                 | DR1                                          | Ole Tøpholm                                                 | [ 156 ]                 |
| Estonia            | Completa                    | ERR                | ETV                                          | Marko Reikop                                                | [ 157 ]                 |
| Estonia            | Completa                    | ERR                | ETV+                                         | Aleksandr Hobotov Julia Kalenda                             | [ 157 ]                 |
| Estonia            | Completa                    | ERR                | ETV2                                         | Interpreti vari                                             | [ 157 ]                 |
| Fær Øer            | Seconda semifinale e finale | KVF                | KVF                                          | Gunnar Nolsøe                                               | [ 158 ]                 |
| Finlandia          | Completa                    | Yle                | Yle TV1 TV Finland                           | Mikko Silvennoinen                                          | [ 159 ]                 |
| Finlandia          | Completa                    | Yle                | Yle Radio Suomi                              | Toni Laaksonen Sanna Pirkkalainen                           | [ 159 ]                 |
| Finlandia          | Completa                    | Yle                | Yle X3M                                      | Johan Lindroos Eva Frantz                                   | [ 159 ]                 |
| Francia            | Semifinali                  | France Télévisions | France 4                                     | Stéphane Bern Laurence Boccolini                            | [ 160 ]                 |
| Francia            | Finale                      | France Télévisions | France 2                                     | Stéphane Bern Laurence Boccolini                            | [ 160 ]                 |
| Georgia            | Completa                    | GPB                | 1TV                                          | Nika Lobiladze                                              | [ 161 ]                 |
| Germania           | Semifinali                  | ARD/NDR            | One                                          | Thorsten Schorn                                             | [ 162 ] [ 163 ] [ 164 ] |
| Germania           | Finale                      | ARD/NDR            | Das Erste                                    | Thorsten Schorn                                             | [ 162 ] [ 163 ] [ 164 ] |
| Germania           | Finale                      | ARD/RBB            | Radio Eins                                   | Amelie Ernst Max Spallek                                    | [ 162 ] [ 163 ] [ 164 ] |
| Grecia             | Completa                    | ERT                | ERT1                                         | Maria Kozaku Giōrgos Kapoutzidīs                            | [ 165 ] [ 166 ]         |
| Grecia             | Completa                    | ERT                | Deftero Programma                            | Dīmītrīs Meidanīs                                           | [ 165 ] [ 166 ]         |
| Irlanda            | Semifinali                  | RTÉ                | RTÉ2                                         | Marty Whelan                                                | [ 167 ] [ 168 ]         |
| Irlanda            | Finale                      | RTÉ                | RTÉ One                                      | Marty Whelan                                                | [ 167 ] [ 168 ]         |
| Islanda            | Completa                    | RÚV                | RÚV 1                                        | Guðrún Dís Emilsdóttir Gunnar Birgisson                     | [ 169 ]                 |
| Islanda            | Prima semifinale e finale   | RÚV                | Rás 2                                        | Guðrún Dís Emilsdóttir Gunnar Birgisson                     | [ 169 ]                 |
| Islanda            | Prima semifinale e finale   | RÚV                | RÚV 2                                        | Interpreti vari                                             | [ 169 ]                 |
| Israele            | Completa                    | IPBC               | Kan 11 Kan 88                                | Asaf Liberman Akiva Novick                                  | [ 170 ]                 |
| Italia             | Semifinali                  | Rai                | Rai 2                                        | Gabriele Corsi BigMama                                      | [ 171 ] [ 172 ]         |
| Italia             | Finale                      | Rai                | Rai 1                                        | Gabriele Corsi BigMama                                      | [ 171 ] [ 172 ]         |
| Italia             | Completa                    | Rai                | Rai Radio 2                                  | Diletta Parlangeli Matteo Osso                              | [ 171 ] [ 172 ]         |
| Kosovo             | Completa                    | RTK                | RTK 1                                        | Egzona Rafuna Agron Krasniqi                                | [ 173 ] [ 174 ]         |
| Lettonia           | Completa                    | LTV                | LTV1                                         | Toms Grēviņš Marija Naumova                                 | [ 175 ] [ 176 ]         |
| Lituania           | Completa                    | LRT                | LRT Televizija LRT Radijas                   | Ramūnas Zilnys                                              | [ 177 ]                 |
| Lussemburgo        | Completa                    | RTL                | RTL Lëtzebuerg                               | Raoul Roos Roger Saurfeld                                   | [ 178 ] [ 179 ]         |
| Lussemburgo        | Seconda semifinale e finale | RTL                | RTL Today                                    | Melissa Dalton Meredith Moss                                | [ 178 ] [ 179 ]         |
| Lussemburgo        | Seconda semifinale e finale | RTL                | RTL Infos                                    | Fabien Rodrigues Jérôme Didelot                             | [ 178 ] [ 179 ]         |
| Macedonia del Nord | Completa                    | MRT                | MRT 1 Radio Skopje                           | Aleksandra Jovanovska                                       | [ 180 ] [ 181 ] [ 182 ] |
| Malta              | Completa                    | PBS                | TVM                                          | Nessuno                                                     |                         |
| Moldavia           | Completa                    | TRM                | Moldova 1                                    | Ion Jalbă Daniela Crudu                                     | [ 183 ]                 |
| Montenegro         | Completa                    | RTCG               | TV CG 1                                      | Dražen Bauković                                             | [ 184 ] [ 185 ]         |
| Norvegia           | Completa                    | NRK                | NRK1                                         | Marte Stokstad                                              | [ 186 ] [ 187 ]         |
| Norvegia           | Finale                      | NRK                | NRK P1                                       | Jon Marius Hyttebakk                                        | [ 186 ] [ 187 ]         |
| Paesi Bassi        | Completa                    | NPO                | NPO 1 BVN                                    | Cornald Maas                                                | [ 188 ] [ 189 ] [ 190 ] |
| Paesi Bassi        | Finale                      | NPO                | NPO Radio 2                                  | Carolien Borgers                                            | [ 188 ] [ 189 ] [ 190 ] |
| Polonia            | Completa                    | TVP                | TVP1 TVP Polonia                             | Artur Orzech                                                | [ 191 ]                 |
| Portogallo         | Completa                    | RTP                | RTP1 RTP Internacional                       | Nuno Galopim José Carlos Malato                             | [ 192 ]                 |
| Regno Unito        | Semifinali                  | BBC                | BBC One                                      | Scott Mills Rylan Clark                                     | [ 193 ] [ 194 ] [ 195 ] |
| Regno Unito        | Finale                      | BBC                | BBC One                                      | Graham Norton                                               | [ 193 ] [ 194 ] [ 195 ] |
| Regno Unito        | Semifinali                  | BBC                | BBC Radio 2                                  | Sara Cox Richie Anderson                                    | [ 193 ] [ 194 ] [ 195 ] |
| Regno Unito        | Finale                      | BBC                | BBC Radio 2                                  | Scott Mills Rylan Clark                                     | [ 193 ] [ 194 ] [ 195 ] |
| Regno Unito        | Completa                    | BBC                | BBC Red Button                               | Interpreti vari                                             | [ 193 ] [ 194 ] [ 195 ] |
| Repubblica Ceca    | Completa                    | ČT                 | ČT1                                          | Ondřej Cikán Aiko                                           | [ 196 ] [ 197 ]         |
| San Marino         | Completa                    | SMRTV              | San Marino RTV                               | Anna Gaspari Gigi Restivo                                   | [ 198 ]                 |
| Serbia             | Completa                    | RTS                | RTS1 RTS Svet                                | Duška Vučinić                                               | [ 199 ] [ 200 ]         |
| Serbia             | Seconda semifinale          | RTS                | Radio Beograd 1                              | Nikoleta Dojčinović Katarina Tošić                          | [ 199 ] [ 200 ]         |
| Slovacchia         | Finale                      | STVR               | Rádio FM                                     | Sconosciuto                                                 | [ 201 ]                 |
| Slovenia           | Semifinali                  | RTV SLO            | TV SLO 2                                     | Mojca Mavec                                                 | [ 202 ]                 |
| Slovenia           | Finale                      | RTV SLO            | TV SLO 1                                     | Mojca Mavec                                                 | [ 202 ]                 |
| Slovenia           | Prima semifinale e finale   | RTV SLO            | Radio Val 202                                | Maj Valerij Igor Bračič                                     | [ 202 ]                 |
| Spagna             | Prima semifinale e finale   | RTVE               | La 1                                         | Julia Varela Tony Aguilar                                   | [ 203 ] [ 204 ]         |
| Spagna             | Finale                      | RTVE               | La 2                                         | Julia Varela Tony Aguilar                                   | [ 203 ] [ 204 ]         |
| Spagna             | Completa                    | RTVE               | TVE Internacional                            | Julia Varela Tony Aguilar                                   | [ 203 ] [ 204 ]         |
| Spagna             | Finale                      | RTVE               | Radio Nacional Radio Exterior RNE Para Todos | David Asensio Sara Calvo Luis Miguel Montesz                | [ 203 ] [ 204 ]         |
| Svezia             | Completa                    | SVT                | SVT1                                         | Edward af Sillén Petra Mede                                 | [ 205 ] [ 206 ]         |
| Svezia             | Completa                    | SVT                | SR P4                                        | Carolina Norén                                              | [ 205 ] [ 206 ]         |
| Svizzera           | Completa                    | SRF                | SRF 1                                        | Sven Epiney                                                 | [ 207 ] [ 208 ] [ 209 ] |
| Svizzera           | Completa                    | SRF                | SRF info                                     | Interpreti vari                                             | [ 207 ] [ 208 ] [ 209 ] |
| Svizzera           | Finale                      | SRF                | Radio SRF 3                                  | Céline Werdelis                                             | [ 207 ] [ 208 ] [ 209 ] |
| Svizzera           | Completa                    | RTS                | RTS 1                                        | Jean-Marc Richard Nicolas Tanner Victoria Turrian           | [ 207 ] [ 208 ] [ 209 ] |
| Svizzera           | Finale                      | RTS                | RTS Première                                 | Claire Mudry                                                | [ 207 ] [ 208 ] [ 209 ] |
| Svizzera           | Completa                    | RSI                | RSI LA1                                      | Ellis Cavallini Gian-Andrea Costa                           | [ 207 ] [ 208 ] [ 209 ] |
| Svizzera           | Finale                      | RSI                | RSI Rete Tre                                 | Davide Gagliardi                                            | [ 207 ] [ 208 ] [ 209 ] |
| Svizzera           | Finale                      | RTR                | Radio RTR                                    | Elias Tsoutsaios                                            | [ 207 ] [ 208 ] [ 209 ] |
| Ucraina            | Completa                    | Suspil'ne          | Suspil'ne Kultura                            | Timur Mirošnyčenko Oleksandr Pedan Vlad Kuran Al'ona Al'ona | [ 210 ] [ 211 ]         |
| Ucraina            | Semifinali                  | Suspil'ne          | Radio Promin'                                | Dmytro Zacharčenko Lesja Antypenko                          | [ 210 ] [ 211 ]         |
| Ucraina            | Finale                      | Suspil'ne          | Radio Promin'                                | Anna Zaklec'ka Denys Denysenko                              | [ 210 ] [ 211 ]         |

### Streaming
| Paese       | Emittente          | Piattaforma                 |
| ----------- | ------------------ | --------------------------- |
| Belgio      | RTBF               | Auvio                       |
| Belgio      | VRT                | VRT MAX                     |
| Cile        | Zapping            | Zapping Channel             |
| Danimarca   | DR                 | DR TV                       |
| Finlandia   | Yle                | Yle Areena                  |
| Francia     | France Télévisions | Culturebox France.tv        |
| Germania    | ARD/NDR            | Eurovision.de ARD Mediathek |
| Grecia      | ERT                | ERTFLIX                     |
| Israele     | IPBC               | KAN                         |
| Italia      | Rai                | RaiPlay                     |
| Lettonia    | LTV                | REplay.lv                   |
| Lussemburgo | RTL                | RTL Play RTL.lu             |
| Regno Unito | BBC                | BBC iPlayer BBC Sounds      |
| Svezia      | SVT                | SVT Play                    |
| Portogallo  | RTP                | RTP Play                    |
| Norvegia    | NRK                | NRK TV                      |
| Paesi Bassi | NPO                | NPO Start                   |
| Stati Uniti | NBC                | Peacock                     |
| Svizzera    | SRF                | SRF Play                    |
| Mondo       | TikTok YouTube     | TikTok YouTube              |

## Portavoce
L'ordine di presentazione ufficiale è stato stabilito il 17 maggio 2025, il giorno della finale:
1. Svezia: Keyyo
2. Azerbaigian: Safura (Rappresentante dello Stato all'Eurovision Song Contest 2010)
3. Malta: Ingrid Sammut
4. Paesi Bassi: Chantal Janzen (Presentatrice dell'Eurovision Song Contest 2021)
5. Slovenia: Lorella Flego (Portavoce dello Stato anche nelle edizioni 2012, 2021, 2022 e 2024)
6. Armenia: Lusime Tovmasyan
7. Lussemburgo: Fabienne Zwally
8. San Marino: Senhit (Rappresentante dello Stato all'Eurovision Song Contest 2011, 2020 e 2021)
9. Ucraina: Jerry Heil (Rappresentante dello Stato all'Eurovision Song Contest 2024)
10. Norvegia: Tom Hugo (Rappresentante dello Stato all'Eurovision Song Contest 2019 come parte dei Keiino)
11. Austria: Philipp Hansa (Portavoce dello Stato dall'edizione 2019)
12. Francia: Émilie Mazoyer
13. Italia: Topo Gigio
14. Portogallo: Iolanda (Rappresentante dello Stato all'Eurovision Song Contest 2024)
15. Danimarca: Sara Bro
16. Croazia: Doris Pinčić
17. Lettonia: Dons (Rappresentante dello Stato all'Eurovision Song Contest 2024)
18. Irlanda: Nicky Byrne (Rappresentante dello Stato all'Eurovision Song Contest 2016)
19. Polonia: Aleksandra Budka
20. Montenegro: Marko Vukčević
21. Grecia: Tzenī Theōna
22. Serbia: Dragana Kosjerina (Portavoce dello stato dall'Eurovision Song Contest 2018)
23. Repubblica Ceca: Radka Rosická (Portavoce dello Stato dall'edizione 2023)
24. Regno Unito: Sophie Ellis-Bextor
25. Spagna: Chanel (Rappresentante dello Stato all'Eurovision Song Contest 2022)
26. Finlandia: Jasmin Beloued
27. Australia: Silia Kapsis (Rappresentante di Cipro all'Eurovision Song Contest 2024)
28. Germania: Michael Schulte (Rappresentante dello Stato all'Eurovision Song Contest 2018)
29. Belgio: Manu Van Acker
30. Israele: Eden Golan (Rappresentante dello Stato all'Eurovision Song Contest 2024)
31. Albania: Andri Xhahu (Portavoce dello Stato dall'edizione 2012)
32. Lituania: Silvester Belt (Rappresentante dello Stato all'Eurovision Song Contest 2024)
33. Islanda: Hera Björk (Rappresentante dello Stato all'Eurovision Song Contest 2010 e 2024)
34. Georgia: Nutsa Buzaladze (Rappresentante dello Stato all'Eurovision Song Contest 2024)
35. Cipro: Loukas Chamatsos (Portavoce dello Stato dall'edizione 2021)
36. Estonia: Kristjan "Kohver" Jakobson (Rappresentante dello Stato all'Eurovision Song Contest 2024 come parte dei 5miinust)
37. Svizzera: Sven Epiney e Mélanie Freymond

### Annotazioni
1. ↑  Refrain/The Code/Tout l'univers/She Got Me/Watergun/Ne partez pas sans moi/Boys Do Cry/Voyage
2. ↑  Alika Milova è stata esclusa dalla votazione prima dello svolgimento della serata finale. (ET) Merilin Mölder, Eurovisioni finaalis žüriist kõrvaldatud artistiks osutus Alika. Lauljatar juhtunu kohta selgitusi ei jaga, su kroonika.delfi.ee, 24 maggio 2025. URL consultato il 25 maggio 2025.
3. ↑  Kateryna Pavlenko, inizialmente confermata tra i membri della giurata ucraina, è stata esclusa dalla votazione prima dello svolgimento della serata finale, ed è stata successivamente sostituita da Natela Čhartišvili-Zacaryna. (UK) Австрія перемогла на Євробаченні-2025: Україна посіла 9 місце, su UA:PBC, 18 maggio 2025. URL consultato il 25 maggio 2025.
4. 1 2 3  Commento in lingua francese.
5. ↑  Commento in lingua olandese.
6. ↑  Commento in lingua estone.
7. ↑  Commento in lingua russa.
8. ↑  Commento integrato nella lingua dei segni estone.
9. ↑  Commento integrato rispetttivamente in: lingua finlandese, lingua svedese, lingua russa, lingua sami di Inari, lingua sami settentrionale e lingua ucraina.
10. ↑  Commento in lingua finlandese.
11. ↑  Commento in lingua svedese.
12. 1 2 3 4 5 6 7 8  Solo nella serata finale.
13. 1 2  Commento in lingua islandese.
14. ↑  Commento integrato nella lingua dei segni islandese.
15. ↑  Commento in lingua lussemburghese.
16. ↑  Commento in lingua inglese.
17. ↑  La trasmissione della seconda semifinale sarà in differita.
18. ↑  Commento integrato nella lingua dei segni britannica.
19. ↑  Commento in lingua tedesca.
20. ↑  Commento integrato nella lingua dei segni svizzero-tedesca.
21. ↑  Commento in lingua italiana.
22. ↑  Commento in lingua romancia.
23. ↑  Con il commento integrato nella lingua dei segni ucraina di Tetjana Žurkova, Anfisa Boldusjeva, Oleksandr Rudyk e Lada Sokoljuk.
24. ↑  Solo nella prima semifinale.
25. ↑  Solo nella seconda semifinale.
26. ↑  Con il commento integrato in lingua svedese di Johan Lindroos ed Eva Frantz, in lingua sami di Inari di Heli Huovinen, in lingua sami settentrionale di Aslak Paltto, in lingua russa di Levan Tvaltvadze e in lingua ucraina di Halina Serhijeva.
27. ↑  Solo per le semifinali.
28. ↑  Commento integrato anche nella lingua dei segni italiana.
29. ↑  Con il commento integrato in lingua sami di Inari di Heli Huovinen e in lingua sami settentrionale di Aslak Paltto.
30. ↑  Solo per la finale con il commento integrato di Patti Basler.

### Fonti
1. ↑  (EN) Unione europea di radiodiffusione, Martin Österdahl to step down as Executive Supervisor of the Eurovision Song Contest this summer, su ebu.ch, 27 giugno 2025. URL consultato il 27 giugno 2025.
2. ↑  (EN) EBU announces future development areas for Eurovision Song Contest following independent review into 2024 event, su UER, 1º luglio 2024. URL consultato il 2 novembre 2024.
3. ↑  (EN) K. J. Yossman, Eurovision Song Contest Creates New Director Role, Beefs Up Rules and Considers Introducing Welfare Producer Following Independent Review (EXCLUSIVE), su variety.com, 1º luglio 2024. URL consultato il 2 novembre 2024.
4. ↑  (EN) Martin Green joins Eurovision Song Contest in new Director role, su UER, 15 ottobre 2024. URL consultato il 2 novembre 2024.
5. ↑  (EN) Jurian Van Der Meer appointed as new Commercial Director for Eurovision Song Contest, su UER, 28 aprile 2025. URL consultato il 29 aprile 2025.
6. ↑  (EN) Edi Estermann, Eurovision Song Contest 2025: Executive producers named, su SRG SSR, 4 giugno 2024. URL consultato il 7 novembre 2024.
7. ↑  (EN) Switzerland 2025: Core project team is in place, su eurovision.tv, 3 luglio 2024. URL consultato il 2 novembre 2024.
8. ↑   Eurovision 2025: costituito il team principale di progetto, su RSI, 3 luglio 2024. URL consultato il 2 novembre 2024.
9. 1 2  (EN) Eurovision 2025: Visuals, stage and ticketing info revealed, su eurovision.tv, 16 dicembre 2024. URL consultato il 1º gennaio 2025.
10. ↑  (EN) Meet your hosts for Basel 2025, su eurovision.tv, 20 gennaio 2025. URL consultato il 20 gennaio 2025.
11. ↑  (EN) Alistair Brown, Eurovision 2025: Presenters of The Contest Announced, su eurovoix.com, 20 gennaio 2025. URL consultato il 21 gennaio 2025.
12. ↑  (EN) 'United By Music' chosen as permanent Eurovision slogan, su eurovision.tv, 14 novembre 2023. URL consultato il 14 novembre 2023.
13. ↑  (EN) Davide Conte, Eurovision 2025: Three Cities Aiming to Host Eurovision 2025, su eurovoix.com, 12 maggio 2024. URL consultato il 12 maggio 2024.
14. ↑  (EN) Anthony Granger, Eurovision 2025: Bern and Biel Considering Joint Bid to Host, su eurovoix.com, 7 giugno 2024. URL consultato il 16 giugno 2024.
15. ↑  (EN) Neil Farren, Eurovision 2025: Fribourg Examining Whether to Bid to Host, su eurovoix.com, 17 maggio 2024. URL consultato il 16 giugno 2024.
16. ↑  (EN) Anthony Granger, Eurovision 2025: Geneva Aims to Host Eurovision 2025, su eurovoix.com, 12 maggio 2024. URL consultato il 12 maggio 2024.
17. ↑  (DE) Kampf um Austragung - Genf, Basel, St. Gallen: Alle wollen den ESC – doch wer kann?, su SRF, 12 maggio 2024. URL consultato il 12 maggio 2024.
18. ↑  (FR) Après Genève, Zurich est aussi tentée par l’organisation de l’Eurovision, in Le Temps, 13 maggio 2024. URL consultato il 17 maggio 2024.
19. 1 2  (EN) Edi Estermann, Eurovision Song Contest 2025: now it’s up to the cities, su SRG SSR, 30 maggio 2024. URL consultato il 16 giugno 2024.
20. ↑  (EN) Anthony Granger, Eurovision 2025: Basel Confirms it Will Bid to Host Eurovision, su eurovoix.com, 7 giugno 2024. URL consultato il 16 giugno 2024.
21. ↑   Antonio Adessi, Eurovision 2025: Zurigo si candida ufficialmente per ospitare, su eurofestivalnews.com, 15 giugno 2024. URL consultato il 16 giugno 2024.
22. ↑  (EN) James Stephenson, Eurovision 2025: Four Cities Bidding to Host Next Year's Contest, su eurovoix.com, 26 giugno 2024. URL consultato il 26 giugno 2024.
23. ↑  (DE) Buhlen um den ESC 2025: Welche Stadt hat die Nase vorn?, su SRF, 26 giugno 2024. URL consultato il 26 giugno 2024.
24. ↑  (EN) Anthony Granger, Eurovision 2025: St. Gallen Will Not Bid to Host Eurovision, su eurovoix.com, 12 giugno 2024. URL consultato il 16 giugno 2024.
25. ↑   Donato Cafarelli, Eurovision 2025: la città ad ospitare l’evento sarà una tra Ginevra e Basilea, su eurofestivalnews.com, 19 luglio 2024. URL consultato il 19 luglio 2024.
26. ↑  (EN) Basel will host Eurovision Song Contest 2025, su eurovision.tv, 30 agosto 2024. URL consultato il 30 agosto 2024.
27. ↑  (EN) Anthony Granger, Eurovision 2025: Postcard Filming Commences in Switzerland, su eurovoix.com, 28 gennaio 2025. URL consultato il 3 maggio 2025.
28. ↑  (EN) Neil Farren, Eurovision 2025 Postcard Locations Revealed, su eurovoix.com, 23 aprile 2025. URL consultato il 3 maggio 2025.
29. ↑  (EN) Eurovision 2025: 38 broadcasters participating in Basel, su eurovision.tv, 12 dicembre 2024. URL consultato il 15 dicembre 2024.
30. ↑  (EN) ULTIMA ORĂ! Republica Moldova nu va participa la Eurovision 2025, su Moldova 1, 22 gennaio 2025. URL consultato il 22 gennaio 2025.
31. 1 2 3   Participants of Basel 2025, su eurovision.tv. URL consultato il 15 dicembre 2024.
32. ↑  (EN) Shkodra Elektronike win "Festivali i Këngës" and will represent Albania at Eurovision, su eurovision.tv, 23 dicembre 2024. URL consultato il 22 dicembre 2024.
33. ↑  (EN) Darshan Bijuvignesh, Armenia: PARG To Eurovision 2025, su eurovoix.com, 16 febbraio 2025. URL consultato il 16 febbraio 2025.
34. ↑  (EN) Davide Conte, Armenia: PARG Releases Revamped Version of "Survivor", su eurovoix.com, 20 marzo 2025. URL consultato il 21 marzo 2025.
35. ↑  (EN) Anthony Granger, Armenia: Parg Adds Armenian Lyrics to "Survivor" for Eurovision Performance, su eurovoix.com, 21 aprile 2025. URL consultato il 21 aprile 2025.
36. ↑  (EN) Go-Jo to represent Australia at Basel 2025 with "Milkshake Man", su eurovision.tv, 25 febbraio 2025. URL consultato il 25 febbraio 2025.
37. ↑  (EN) Alistair Brown, Austria: JJ to Eurovision 2025, su eurovoix.com, 30 gennaio 2025. URL consultato il 30 gennaio 2025.
38. ↑  (EN) Anthony Granger, Austria: "Wasted Love" to be Released in March, su eurovoix.com, 2 febbraio 2025. URL consultato il 2 febbraio 2025.
39. ↑  (EN) Mamagama will represent Azerbaijan at Eurovision 2025, su eurovision.tv, 4 febbraio 2025. URL consultato il 4 febbraio 2025.
40. ↑  (EN) Anthony Granger, Azerbaijan: Mamagama's Eurovision Entry "Run With U" Released, su eurovoix.com, 19 febbraio 2025. URL consultato il 19 febbraio 2025.
41. ↑  (EN) "Strobe Lights" by Red Sebastian is Belgium's song for Eurovision 2025, su eurovision.tv, 1º febbraio 2025. URL consultato il 1º febbraio 2025.
42. ↑  (EN) Theo Evan will represent Cyprus at Eurovision 2025, su eurovision.tv, 2 settembre 2024. URL consultato il 2 settembre 2024.
43. ↑  (EN) Cyprus 2025: Theo Evan releases "Shh", su eurovision.tv, 11 marzo 2025. URL consultato il 14 marzo 2025.
44. ↑  (EN) Davide Conte, Croatia: Marko Bošnjak to Eurovision 2025, su eurovoix.com, 2 marzo 2025. URL consultato il 2 marzo 2025.
45. ↑  (EN) Meg Davies, Denmark: Sissal to Eurovision 2025, su eurovoix.com, 1º marzo 2025. URL consultato il 1º marzo 2025.
46. ↑  (EN) Davide Conte, Estonia: Tommy Cash to Eurovision 2025, su eurovoix.com, 15 febbraio 2025. URL consultato il 15 febbraio 2025.
47. ↑  (EN) Erika Vikman wins "UMK" and is Finland's artist for Eurovision 2025, su eurovision.tv, 8 febbraio 2025. URL consultato l'8 febbraio 2025.
48. ↑  (FR) Juliette Brossault, Eurovision 2025: Louane annonce être la candidate française cette année, su bfmtv.com, 30 gennaio 2025. URL consultato il 30 gennaio 2025.
49. ↑  (EN) James Stephenson, France: Louane Performs "Maman" for the First Time, su eurovoix.com, 15 marzo 2025. URL consultato il 16 marzo 2025.
50. ↑  (EN) Mariam Shengelia will sing 'Freedom' in Basel for Georgia, su eurovision.tv, 14 marzo 2025. URL consultato il 14 marzo 2025.
51. ↑  (EN) "Chefsache ESC" winner Abor & Tynna will represent Germany at Eurovision 2025, su eurovision.tv, 1º marzo 2025. URL consultato il 1º marzo 2025.
52. ↑  (EN) It's Klavdia for Greece at Eurovision 2025 with "Asteromáta", su eurovision.tv, 30 gennaio 2025. URL consultato il 30 gennaio 2025.
53. ↑  (EN) EMMY wins "Eurosong" in Ireland and will head to Basel, su eurovision.tv, 8 febbraio 2025. URL consultato il 7 febbraio 2025.
54. ↑  (EN) Neil Farren, Iceland: VÆB to Eurovision 2025, su eurovoix.com, 22 febbraio 2025. URL consultato il 23 febbraio 2025.
55. ↑  (EN) Yuval Raphael will represent Israel in Basel, su eurovision.tv, 22 gennaio 2025. URL consultato il 22 gennaio 2025.
56. ↑  (EN) Israel: Yuval Raphael Releases "New Day Will Rise", su eurovoix.com, 9 marzo 2025. URL consultato il 10 marzo 2025.
57. 1 2   Eurovision Song Contest, Lucio Corsi per l'Italia, su Rai. URL consultato il 22 febbraio 2025.
58. ↑   Olly rinuncia all’Eurovision: "Ho deciso di ascoltare me stesso e fare quello che mi sento", su la Repubblica, 22 febbraio 2025. URL consultato il 22 febbraio 2025.
59. ↑  (EN) "Supernova" winner Tautumeitas will sing for Latvia in Basel, su eurovision.tv, 8 febbraio 2025. URL consultato l'8 febbraio 2025.
60. ↑  (EN) Davide Conte, Lithuania: Katarsis to Eurovision 2025, su eurovoix.com, 15 febbraio 2025. URL consultato il 15 febbraio 2025.
61. ↑  (EN) Laura Thorn wins 'Luxembourg Song Contest' and will head to Basel, su eurovision.tv, 25 gennaio 2025. URL consultato il 25 gennaio 2025.
62. ↑  (EN) Neil Farren, Luxembourg: "La poupée monte le son" to Undergo Revamp, su eurovoix.com, 19 febbraio 2025. URL consultato il 19 febbraio 2025.
63. ↑  (EN) Miriana Conte will represent Malta at the Eurovision Song Contest 2025, su eurovision.tv, 9 febbraio 2025.
64. ↑  (EN) Anthony Granger, Malta: "Kant" Must Be Removed From Miriana's Eurovision Entry, su eurovoix.com, 4 marzo 2025. URL consultato il 5 marzo 2025.
65. ↑  (EN) Nina Žižić will represent Montenegro in Basel, su eurovision.tv, 8 dicembre 2024. URL consultato l'8 dicembre 2024.
66. ↑  (EN) Anthony Granger, Montenegro: NeonoeN Withdraw as Eurovision 2025 Representative, su eurovoix.com, 4 dicembre 2024. URL consultato il 6 dicembre 2024.
67. ↑  (EN) Anthony Granger, Montenegro: "Dobrodošli" to Undergo Minor Revamp for Eurovision, su eurovoix.com, 26 gennaio 2025. URL consultato il 27 gennaio 2025.
68. ↑  (EN) Darshan Bijuvignesh, Norway: Kyle Alessandro To Eurovision 2025, su eurovoix.com, 15 febbraio 2025. URL consultato il 17 febbraio 2025.
69. ↑  (EN) Claude will represent the Netherlands at Eurovision in Basel, su eurovision.tv, 19 dicembre 2024. URL consultato il 19 dicembre 2024.
70. ↑  (EN) Ciprian Simion, Netherlands: Claude Releases "C'est La Vie", su eurovoix.com, 27 febbraio 2025. URL consultato il 27 febbraio 2025.
71. ↑  (EN) Justyna Steczkowska will represent Poland at Basel 2025, su eurovision.tv, 14 febbraio 2025. URL consultato il 14 febbraio 2025.
72. ↑  (EN) "Festival da Canção" winners NAPA will head to Eurovision for Portugal, su eurovision.tv, 9 marzo 2025. URL consultato il 9 marzo 2025.
73. ↑  (EN) ADONXS will be singing for Czechia at Basel 2025, su eurovision.tv, 11 dicembre 2024. URL consultato l'11 dicembre 2024.
74. ↑  (EN) Anthony Granger, Czechia: Adonxs to Sing "Kiss Kiss Goodbye" Eurovision 2025, su eurovoix.com, 31 gennaio 2025. URL consultato il 31 gennaio 2025.
75. ↑  (EN) Anthony Granger, Czechia: "Kiss Kiss Goodbye" To Be Released on Streaming Platforms on March 7, su eurovoix.com, 17 febbraio 2025. URL consultato il 17 febbraio 2025.
76. ↑  (EN) Remember Monday will represent the United Kingdom in Basel, su eurovision.tv, 7 marzo 2025. URL consultato il 7 marzo 2025.
77. ↑   Gabry Ponte trionfa al San Marino Song Contest, su San Marino RTV, 8 marzo 2025. URL consultato l'8 marzo 2025.
78. ↑  (EN) Tamara Vecic, Serbia: Princ to Eurovision 2025, su eurovoix.com, 28 febbraio 2025. URL consultato il 28 febbraio 2025.
79. ↑  (EN) Tamara Vecic, Serbia: Revamped "Mila" Revealed Alongside Music Video, su eurovoix.com, 16 marzo 2025. URL consultato il 21 marzo 2025.
80. ↑  (EN) "EMA" winner Klemen will represent Slovenia in Basel, su eurovision.tv, 1º febbraio 2025. URL consultato il 1º febbraio 2025.
81. ↑  (EN) Melody wins "Benidorm Fest" and will sing for Spain in Basel, su eurovision.tv, 2 febbraio 2025. URL consultato il 1º febbraio 2025.
82. ↑  (EN) Yesaac Maldonado, Spain: "Esa diva" to Undergo a Revamp for Eurovision, su eurovoix.com, 3 febbraio 2025. URL consultato il 4 febbraio 2025.
83. ↑  (EN) KAJ has won "Melodifestivalen" and will represent Sweden in Basel, su eurovision.tv, 8 marzo 2025. URL consultato l'8 marzo 2025.
84. ↑  (EN) Zoë Më will represent Host Country Switzerland in Basel, su eurovision.tv, 5 marzo 2025. URL consultato il 5 marzo 2025.
85. ↑  (EN) Switzerland 2025: Zoë Më releases "Voyage", su eurovision.tv, 10 marzo 2025. URL consultato il 10 marzo 2025.
86. ↑  (EN) Ukraine 2025: It's "Vidbir" winner Ziferblat to Basel, su eurovision.tv, 8 febbraio 2025. URL consultato l'8 febbraio 2025.
87. ↑  (EN) Anthony Granger, Ukraine: Ziferblat Revamping "Bird of Pray" for the Eurovision Stage, su eurovoix.com, 23 febbraio 2025. URL consultato il 23 febbraio 2025.
88. ↑  (EN) Nordic Eurovision Party – Eurovision Concert in Oslo, su nordiceurovision.com. URL consultato il 6 marzo 2025.
89. ↑  (NL) Amsterdam 2025 | Eurovision in Concert, su eurovisioninconcert.nl. URL consultato l'8 marzo 2025.
90. ↑  (EN) London Eurovision Party 2025, su ldneurovision.com, 22 gennaio 2025. URL consultato il 6 marzo 2025.
91. 1 2  (ES) Cartel de la PrePartyES25, su pre-party.es. URL consultato il 6 marzo 2025.
92. ↑  (EN) Alistair Brown, Eurovision 2025: Allocation Draw Pots Revealed, su eurovoix.com, 27 gennaio 2025. URL consultato il 27 gennaio 2025.
93. ↑  (EN) Anthony Granger, Eurovision 2025: Jennifer Bosshard and Jan van Ditzhuijzen to Host the Semi-Final Allocation Draw, su eurovoix.com, 26 gennaio 2025. URL consultato il 27 gennaio 2025.
94. ↑  (EN) How to watch the Semi-Final Draw for the Eurovision Song Contest 2025, su eurovision.tv, 27 gennaio 2025. URL consultato il 27 gennaio 2025.
95. ↑  (EN) Eurovision 2025: Semi-Final Draw Results, su eurovision.tv, 28 gennaio 2025. URL consultato il 14 febbraio 2025.
96. ↑  (EN) Eurovision 2025: Semi-Final Running Orders revealed, su eurovision.tv, 27 marzo 2025. URL consultato il 27 marzo 2025.
97. ↑  (EN) The Running Order of the Eurovision 2025 Grand Final, su eurovision.tv, 16 maggio 2025. URL consultato il 16 maggio 2025.
98. ↑  (EN) Tonight: Semi-final 1 of the Eurovision Song Contest 2025, su eurovisionworld.com, 13 maggio 2025. URL consultato il 15 maggio 2025.
99. ↑   Beppe Dammacco, Eurovision 2025, la prova ufficiale della prima semifinale: il liveblogging, su eurofestivalnews.com, 12 maggio 2025. URL consultato il 15 maggio 2025.
100. ↑  (EN) Results of the First Semi-Final of Basel 2025, su eurovision.tv. URL consultato il 18 maggio 2025.
101. ↑  (EN) Tonight: Semi-final 2 of the Eurovision Song Contest 2025, su eurovisionworld.com, 15 maggio 2025. URL consultato il 15 maggio 2025.
102. ↑   Beppe Dammacco, Eurovision 2025, le prove ufficiali della seconda semifinale: il liveblogging, su eurofestivalnews.com, 14 maggio 2025. URL consultato il 15 maggio 2025.
103. ↑  (EN) Results of the Second Semi-Final of Basel 2025, su eurovision.tv. URL consultato il 18 maggio 2025.
104. ↑  (EN) Switzerland has been drawn to perform 19th in the Grand Final, su eurovision.tv, 17 marzo 2025. URL consultato il 1º aprile 2025.
105. ↑  (EN) Eurovision 2025: All about the Grand Final, su eurovisionworld.com, 17 maggio 2025. URL consultato il 17 maggio 2025.
106. ↑   Beppe Dammacco, Eurovision 2025, le prove generali della finale: il liveblogging, su eurofestivalnews.com, 16 maggio 2025. URL consultato il 17 maggio 2025.
107. 1 2 3  (EN) Results of the Grand Final of Basel 2025, su eurovision.tv. URL consultato il 18 maggio 2025.
108. ↑  (EN) The 2025 Marcel Bezençon Award Winners, su eurovision.tv, 17 maggio 2025. URL consultato il 17 maggio 2025.
109. ↑  (EN) 2025 OGAE Poll, su ogaeinternational.org, OGAE International. URL consultato il 26 aprile 2025.
110. ↑  (EN) 2025 OGAE Poll individual club results, su ogaeinternational.org, OGAE International. URL consultato il 26 aprile 2025.
111. ↑  (EN) Grand Final of Basel 2025 – Jurors, su eurovision.tv. URL consultato il 25 maggio 2025.
112. ↑  (EN) Anthony Granger, Andorra: RTVA Will Not Participate in Eurovision 2025, su eurovoix.com, 26 giugno 2024. URL consultato il 26 giugno 2024.
113. ↑  (EN) Neil Farren, Belarus: BTRC Indefinitely Suspended From EBU, su eurovoix.com, 23 aprile 2024. URL consultato il 17 maggio 2024.
114. ↑  (EN) Anthony Granger, Bosnia & Herzegovina: BHRT Considering Returning to Eurovision in 2025, su eurovoix.com, 18 aprile 2024. URL consultato il 12 maggio 2024.
115. ↑  (EN) Anthony Granger, Bosnia & Herzegovina: BHRT Will Not Participate in Eurovision 2025, su eurovoix.com, 17 luglio 2024. URL consultato il 18 luglio 2024.
116. ↑  (ES) Eurofestivales: Bulgaria: BNT decidirá su participación en Eurovisión 2025 en septiembre, su eurofestivales.blogspot.com, 25 giugno 2024. URL consultato il 25 giugno 2024.
117. ↑  (EN) Eurovision Bulgaria [bg_eurovision], Given the circumstances in the country we have to wait for a few weeks before being completely certain but at this point there is no change. (Tweet), su X, 27 ottobre 2024. URL consultato il 3 dicembre 2024.
118. ↑  (SQ) Medina Pasoma, "Post Festival" përmbledh Festivalin e Këngës, ia hap dyert dokumentarit, su RTK, 29 ottobre 2023. URL consultato il 13 maggio 2024.
119. ↑  (SR) PACE adopts opinion on Kosovo’s application to CoE, su n1info.rs, 16 aprile 2024. URL consultato il 12 maggio 2024.
120. ↑  (EN) Kosovo PM Rejects West's Terms for CoE Membership, su balkaninsight.com, 8 maggio 2024. URL consultato il 13 maggio 2024.
121. ↑  (EN) Petrit Selimi, Kosovo's Taken Crucial Step to Join Council of Europe, su balkaninsight.com, 14 marzo 2024. URL consultato il 13 maggio 2024.
122. ↑  (EN) Kosovo could join Council of Europe on April 18, su eunews.it, 28 marzo 2024. URL consultato il 12 maggio 2024.
123. ↑  (EN) James Stephenson, Kosovo: RTK Will Apply for Eurovision Participation "Soon", su eurovoix.com, 9 maggio 2024. URL consultato il 12 maggio 2024.
124. ↑  (EN) James Stephenson, Kosovo: Application for Eurovision 2025 Rejected, su eurovoix.com, 9 agosto 2024. URL consultato l'11 agosto 2024.
125. ↑  (EN) Anthony Granger, Liechtenstein: Radio Liechtenstein Applying for European Broadcasting Union Membership, su eurovoix.com, 2 giugno 2024. URL consultato il 9 giugno 2024.
126. ↑  (EN) Anthony Granger, Liechtenstein: Radio Liechtenstein to be Privatised Ending Eurovision Hopes, su eurovoix.com, 28 ottobre 2024. URL consultato il 29 ottobre 2024.
127. ↑  (EN) Anthony Granger, North Macedonia: MRT Program Council to Discuss Eurovision 2025 Participation, su eurovoix.com, 30 ottobre 2024. URL consultato il 30 ottobre 2024.
128. ↑  (EN) Anthony Granger, North Macedonia: Likely Too Late For MRT to Compete in Eurovision 2025, su eurovoix.com, 8 novembre 2024. URL consultato l'8 novembre 2024.
129. ↑  (EN) Sanjay "Sergio" Jiandani, Eurovision 2025: How many countries will compete in Switzerland?, su esctoday.com, 14 agosto 2024. URL consultato il 15 agosto 2024.
130. ↑  (EN) Anthony Granger, Moldova: Eurovision 2025 Participation Confirmed, su eurovoix.com, 16 novembre 2024. URL consultato il 22 gennaio 2025.
131. ↑  (EN) Emily Grace, Moldova: Twelve Artists Qualify To Final Of Etapa Națională 2025, su eurovoix.com, 18 gennaio 2025. URL consultato il 18 gennaio 2025.
132. ↑  (EN) Moldova withdraws from Eurovision 2025, su Eurovisionworld, 22 gennaio 2025. URL consultato il 22 gennaio 2025.
133. ↑  (EN) Anthony Granger, Monaco: TVMONACO to Launch September 1, 2023, su eurovoix.com, 15 aprile 2023. URL consultato il 12 maggio 2023.
134. ↑  (EN) Anthony Granger, Monaco: Eligible to Compete in the Eurovision Song Contest 2024, su eurovoix.com, 5 settembre 2023. URL consultato il 6 settembre 2023.
135. ↑  (EN) Eurovision 2025: 38 broadcasters participating in Basel, su eurovision.tv, 12 dicembre 2024. URL consultato il 12 dicembre 2024.
136. ↑  (EN) James Stephenson, Romania: No Decision Yet on Eurovision 2025, su eurovoix.com, 10 settembre 2024. URL consultato il 10 settembre 2024.
137. ↑  (EN) Sanjay Jiandani, Romania: TVR confirms non participation at Eurovision 2025, su esctoday.com, 12 dicembre 2024. URL consultato il 12 dicembre 2024.
138. ↑  (EN) Ilay Gaist, Romania: The Reason For the Withdrawal - And the Terms For A Comeback - Eurovision 2025, su EuroMix, 15 aprile 2025. URL consultato il 24 aprile 2025.
139. ↑  (EN) Anthony Granger, European Broadcasting Union Formally Suspends Russian Broadcasters, su eurovoix.com, 29 maggio 2022. URL consultato il 12 dicembre 2022.
140. ↑  (EN) Anthony Granger, Slovakia: RTVS Will Not Participate in Eurovision 2025 Due to Budget Cuts, su eurovoix.com, 8 aprile 2024. URL consultato il 12 maggio 2024.
141. ↑  (EN) Anthony Granger, Albania: Andri Xhahu Spokesperson & Commentator for Eurovision 2025, su Eurovoix, 13 maggio 2025. URL consultato il 13 maggio 2025.
142. ↑  (EN) Program Schedule, su www.1tv.am. URL consultato il 13 maggio 2025.
143. ↑  (HY) ARMTV, վիդեոկապ` Երևանից Բազել։ «Եվրատեսիլ 2025»-ի մեկնաբաններն են Հրաչուհի Ութմազյանը և Համլետ Առաքելյանը։ Նրանք միացել են Պարգին՝ հաջողություն մաղթելու կիսաեզրափակչի ընթացքում։ Պարգը կներկայացնի Հայաստանը իր «Survivor» երգով։ Նա ելույթ կունենա մայիսի 15-ին` ժամը 23:00-ին։, su instagram.com. URL consultato il 14 maggio 2025.
144. ↑  (EN) David Knox, 2025 Upfronts: SBS / NITV, su tvtonight.com.au, 30 ottobre 2024. URL consultato il 22 marzo 2025.
145. ↑  (EN) Anthony Granger, Australia: Courtney Act & Tony Armstrong Announced as Eurovision Commentators, su eurovoix.com, 8 aprile 2025. URL consultato l'8 aprile 2025.
146. ↑  (DE) Jan Böhmermann und Olli Schulz kommentieren für FM4 den Eurovision Song Contest live aus Basel, su ORF, 30 marzo 2025. URL consultato il 31 marzo 2025.
147. ↑  (EN) Anthony Granger, Austria: Jan Böhmermann & Olli Schulz to Host FM4’s Eurovision 2025 Coverage, su eurovoix.com, 31 marzo 2025. URL consultato il 31 marzo 2025.
148. ↑  (EN) Anthony Granger, Austria: Andi Knoll Returns to the Commentary Booth as ORF Announces Eurovision Programming, su eurovoix.com, 5 maggio 2025. URL consultato il 5 maggio 2025.
149. ↑  (EN) Anthony Granger, Azerbaijan: Elnara Khalilova and Aga Nadirov to Commentate on Eurovision 2025, su eurovoix.com, 5 maggio 2025. URL consultato il 5 maggio 2025.
150. ↑  (NL) Ontdek het voorjaar 2025 van VRT 1, su VRT, 11 dicembre 2024. URL consultato il 22 marzo 2025.
151. ↑  (FR) Joëlle Scoriels, le nouveau binôme de Jean-Louis Lahaye pour commenter le Concours Eurovision de la chanson - RTBF Actus, su RTBF. URL consultato il 14 aprile 2025.
152. ↑   Kōstas Karnakīs, Exclusive: Αυτοί οι παρουσιαστές "κλειδώνουν" για την παρουσίαση της Eurovision στην Κύπρο, su Hello! Cyprus, 3 aprile 2025. URL consultato l'8 aprile 2025.
153. ↑  (EN) Anthony Granger, 🇨🇾 Cyprus: RIK Trito Airing Eurovision 2025, su Eurovoix, 11 maggio 2025. URL consultato l'11 maggio 2025.
154. ↑  (HR) Danijela-Ana Morić, Oglasili su se s HRT-a oko odlaska Duška Ćurlića na Eurosong, su tportal.hr, 2 aprile 2025. URL consultato il 20 aprile 2025.
155. ↑  (HR) HRT, Eurosong - HRT, su hrt.hr. URL consultato il 20 aprile 2025.
156. ↑  (DA) DRTV - Eurovision Song Contest: finale, su DR. URL consultato il 9 maggio 2025.
157. ↑  (EN) Emily Grace, Estonia: Eurovision 2025 Commentators Announced, su eurovoix.com, 4 maggio 2025. URL consultato il 4 maggio 2025.
158. ↑  (EN) Anthony Granger, Faroe Islands: KvF Broadcasting Eurovision 2025, su eurovoix.com, 3 maggio 2025. URL consultato il 3 maggio 2025.
159. ↑  (SV) Tusentals anställda och miljontals euro – det här behövs för att ordna Eurovisionen, su Svenska Yle, 16 aprile 2025. URL consultato il 26 aprile 2025.
160. ↑  (EN) Julien De-re, France: Stéphane Bern And Laurence Boccolini to Commentate on Eurovision 2025, su eurovoix.com, 18 aprile 2025. URL consultato il 20 aprile 2025.
161. ↑  (KA) ევროვიზია 2025-ზე საქართველოს მარიამ შენგელია წარადგენს, su 1TV. URL consultato il 22 marzo 2025.
162. ↑  (DE) ESC 2025: Wann laufen welche Shows im Fernsehen und online?, su NDR. URL consultato il 22 marzo 2025.
163. ↑  (DE) Wann, wo und wer? Was ihr über den ESC 2025 wissen müsst!, su NDR. URL consultato il 22 marzo 2025.
164. ↑  (EN) Anthony Granger, Germany: Germany - Zero Points! Returns to RBB for Eurovision 2025, su eurovoix.com, 11 maggio 2025. URL consultato l'11 maggio 2025.
165. ↑  (EL) Giannīs Apladenakīs, Ελλάδα: Η Μαρία Κοζάκου επιβεβαιώνει την επιστροφή της στον σχολιασμό της Eurovision, su eurovisionfun.com, 19 marzo 2023. URL consultato il 22 marzo 2023.
166. ↑  (EN) Neil Farren, Greece: Eurovision 2025 Broadcast Plans and Spokesperson Revealed, su eurovoix.com, 30 aprile 2025. URL consultato il 1º maggio 2025.
167. ↑  (EN) Chloe O'Keeffe, Marty Whelan points out "uncanny" resemblance to David Beckham, su extra.ie, 26 febbraio 2025. URL consultato il 31 marzo 2025.
168. ↑  (EN) Everything you need to know about Eurovision 2025, in RTÉ, 23 marzo 2025. URL consultato il 31 marzo 2025.
169. ↑  (EN) Get ready to watch and vote in Eurovision 2025, su eurovision.tv, 12 maggio 2025. URL consultato il 17 maggio 2025.
170. ↑  (HE) Guy Solo, נבחרו הפרשנים מטעם ישראל לאירוויזיון 2025 – צפו בתלבושות המיוחדות שלהם!, su euromix.co.il, 9 maggio 2025. URL consultato il 9 maggio 2025.
171. ↑   Beppe Dammacco, Eurovision 2025: al commento Gabriele Corsi e BigMama, su eurofestivalnews.com, 7 marzo 2025. URL consultato il 22 marzo 2025.
172. ↑   Emanuele Lombardini, Eurovision 2025: squadra confermata al commento per Radio 2 con Parlangeli e Osso, su eurofestivalnews.com, 17 marzo 2025. URL consultato il 22 marzo 2025.
173. ↑   Sem Anne Van Dijk, Kosovo: RTK Broadcasting the Eurovision Song Contest 2025, su eurovoix.com, 8 maggio 2025. URL consultato il 9 maggio 2025.
174. ↑  (EN) Tamara Vecic, Kosovo: Eurovision 2025 Commentators Revealed, su Eurovoix, 12 maggio 2025. URL consultato il 12 maggio 2025.
175. ↑  (EN) Rafaell Andersson, Latvia: Eurovision 2025 Broadcast Plans and Commentators Revealed, su eurovoix.com, 8 maggio 2025. URL consultato l'8 maggio 2025.
176. ↑  (LV) LTV Eirovīzijas gaidās – īpaša «Gudrs, vēl gudrāks» spēle, diskusija un konkursa tiešraides no Šveices, su www.lsm.lv. URL consultato l'8 maggio 2025.
177. ↑  (LT) Atskleisti pirmieji Bazelio "Eurovizijos" svečių pasirodymai, su eurodiena.lt, 14 aprile 2025. URL consultato il 26 aprile 2025.
178. ↑  (EN) Sixty years after France Gall: Laura Thorn prepares to conquer Eurovision with La Poupée monte le son, su RTL Lëtzebuerg. URL consultato il 26 marzo 2025.
179. ↑  (LB) Sandy Schmit, Nach 2 Méint bis zum ESC: D'Laura Thorn mécht sech prett fir Basel, su RTL Lëtzebuerg. URL consultato il 26 marzo 2025.
180. ↑  (EN) Anthony Granger, North Macedonia: MRT Proposing Eurovision 2025 & Junior Eurovision 2025 Broadcasts, su eurovoix.com, 18 settembre 2024. URL consultato il 22 marzo 2025.
181. ↑  (MK) ПРЕДЛОГ ГОДИШНА ПРОГРАМА ЗА РАБОТА НА ЈРП МАКЕДОНСКА РАДИО ТЕЛЕВИЗИЈА ЗА 2025 ГОДИНА (PDF), su MRT. URL consultato il 22 marzo 2025.
182. ↑  (EN) Anthony Granger, North Macedonia: MRT 1 Airing Eurovision 2025, su eurovoix.com, 6 maggio 2025. URL consultato il 6 maggio 2025.
183. ↑  (RO) ULTIMA ORĂ! Republica Moldova nu va participa la Eurovision 2025, su TRM, 22 gennaio 2025. URL consultato il 22 marzo 2025.
184. ↑  (EN) Eurosong 2025, su RTCG. URL consultato il 13 maggio 2025.
185. ↑  (SR) Svetlana Jukić, Evrovizija 2025 | Let the Eurovision Song Contest begin!, su evrovizija.rs, 12 maggio 2025. URL consultato il 14 maggio 2025.
186. ↑  (EN) Anthony Granger, Norway: Marte Stokstad Returns as Commentator for Eurovision 2025, su eurovoix.com, 23 aprile 2025. URL consultato il 23 aprile 2025.
187. ↑  (EN) Anthony Granger, Norway: NRK P1 Airing the Eurovision 2025 Grand Final, su eurovoix.com, 11 maggio 2025. URL consultato l'11 maggio 2025.
188. ↑  (EN) Neil Farren, Netherlands: Cornald Maas to Commentate on Eurovision 2025, su eurovoix.com, 25 febbraio 2025. URL consultato il 22 marzo 2025.
189. ↑  (NL) NPO Radio 2 komt met nieuwe Songfestival Top 50, Bart Arens in Bazel | Radiowereld, su radiowereld.nl, 28 aprile 2025. URL consultato il 9 maggio 2025.
190. ↑  (EN) Anthony Granger, Netherlands: BVN Broadcasting Eurovision 2025 Internationally, su eurovoix.com, 10 maggio 2025. URL consultato il 10 maggio 2025.
191. ↑  (PL) Konkurs Piosenki Eurowizji zmieni antenę? TVP wyjaśnia, su press.pl, 20 febbraio 2025. URL consultato il 22 marzo 2025.
192. ↑  (PT) Nuno Galopim e José Carlos Malato são os comentadores do Festival Eurovisão 2025 na RTP1, su escportugal.pt. URL consultato il 31 marzo 2025.
193. ↑  (EN) Eurovision 2025 on the BBC - Everything you need to know, su BBC. URL consultato il 22 marzo 2025.
194. ↑  (EN) Emily Grace, United Kingdom: Eurovision 2025 Radio 2 Commentators Announced, su eurovoix.com, 24 aprile 2025. URL consultato il 26 aprile 2025.
195. ↑  (EN) The Eurovision Song Contest 2025 across the BBC, su BBC. URL consultato il 9 maggio 2025.
196. ↑  (EN) Neil Farren, Czechia: Adonxs to Eurovision 2025, su eurovoix.com, 11 dicembre 2024. URL consultato il 22 marzo 2025.
197. ↑  (EN) Emily Grace, Czechia: Eurovision 2025 Commentators and Spokesperson Revealed, su eurovoix.com, 5 maggio 2025. URL consultato il 5 maggio 2025.
198. ↑  (EN) Julien De-re, San Marino: Commentators for Eurovision 2025 Announced, su eurovoix.com, 30 aprile 2025. URL consultato il 30 aprile 2025.
199. ↑  (SR) Принц и делегација Србије отпутовали на Песму Евровизије у Базелу, su RTS. URL consultato il 9 maggio 2025.
200. ↑  (SR) Песма Евровизије 2025, полуфинале 1, su RTS. URL consultato il 12 maggio 2025.
201. ↑  (EN) Get ready to watch and vote in Eurovision 2025, su eurovision.tv, 12 maggio 2025. URL consultato il 14 maggio 2025.
202. ↑  (EN) Anthony Granger, Slovenia: RTVSLO Confirms Television & Radio Commentators for Eurovision 2025, su eurovoix.com, 26 aprile 2025. URL consultato il 26 aprile 2025.
203. ↑  (ES) José Miguel Mancheño, TVE Internacional retransmitirá en directo las semifinales y la gran final de Eurovisión 2025, su escplus.es, 7 maggio 2025. URL consultato il 9 maggio 2025.
204. ↑  (ES) José Miguel Mancheño, Radio Nacional de España emitirá en directo la gran final de Eurovisión 2025, su escplus.es, 6 maggio 2025. URL consultato il 9 maggio 2025.
205. ↑  (EN) Alistair Brown, Sweden: Edward af Sillén and Petra Mede Announced as Eurovision Commentators, su eurovoix.com, 24 aprile 2025. URL consultato il 24 aprile 2025.
206. ↑  (EN) Julien De-re, Sweden: Sveriges Radio P4 to Air Eurovision 2025, su eurovoix.com, 6 maggio 2025. URL consultato il 6 maggio 2025.
207. ↑  (EN) Anthony Granger, Switzerland: Jean-Marc Richard to Step Away from Commentating After Twenty-Eight Contests, su eurovoix.com, 7 aprile 2025. URL consultato il 20 aprile 2025.
208. ↑  (FR) Valérie Passello, Jean-Marc Richard: «Ce sera mon dernier commentaire de l'Eurovision», su bluewin.ch, 7 aprile 2025. URL consultato il 20 aprile 2025.
209. ↑  (EN) Anthony Granger, Switzerland: Eurovision Song Contest 2025 Final to be Broadcast on Radio In All Four National Languages, su eurovoix.com, 19 aprile 2025. URL consultato il 20 aprile 2025.
210. ↑  (UK) Yu.Futei, Євробачення-2025: хто разом з Тімуром Мірошниченком коментуватиме три шоу, su UA:PBC, 9 maggio 2025. URL consultato il 9 maggio 2025.
211. ↑  (EN) Julien De-re, Ukraine: Eurovision 2025 Commentators Revealed, su eurovoix.com, 9 maggio 2025. URL consultato il 9 maggio 2025.
212. ↑   Emanuele Lombardini, Eurovision 2025: l'elenco completo degli spokesperson, su eurofestivalnews.com, 17 maggio 2025. URL consultato il 17 maggio 2025.